# خوسيه بارانهوس، فيكونت ريو برانكو
خوسيه ماريا دا سيلفا بارانهوس، فيكونت ريو برانكو (بالبرتغالية: José Maria da Silva Paranhos, Visconde do Rio Branco) (16 مارس 1819-1 نوفمبر 1880): وهو سياسي ودبلوماسي برازيلي ملكي، عَمِل مدرساً وصحفي. وُلد بارانهوس في سلفادور، فيما كانت تُعرف آنذاك باسم رئاسة باهيا، لعائلة ثرية لكن مُعظم ثروته ضاعت بعد وفاة والديه في وقت مبكراً من طفولته.
التحق ريو برانكو بالمدرسة البحرية البرازيلية وأصبح ضابطًا بحريًا في عام 1841، في وقت لاحقاً من ذلك العام، التحق بالأكاديمية العسكرية للجيش، وفي النهاية أصبح مدربًا هناك. بدلاً من الاستمرار في الخدمة العسكرية، أصبح سياسيًا في الحزب الليبرالي. وفي عام 1845، تم انتخابه عضوًا في مجلس النواب الإقليمي لمُقاطعة ريو دي جانيرو، موقع العاصمة الوطنية التي تحمل نفس الاسم. صعد ريو برانكو إلى السُلطة داخل المُقاطعة تحت وصاية أوريليانو كوتينيو، فيكونت سيبيتيبا - وهو أيضاً سياسي مُخضرم، كان له تأثيراً هائلاً على الإمبراطور بيدرو الثاني الشاب الذي كان عديم الخبرة . تخلى مؤقتًا عن السياسة بعد سقوط أوريليانو كوتينيو وحل الحزب الليبرالي لاحقًا.
عمل ريو برانكو في الصحافة، والذي سلط الضوء على التهديدات التي تشكلها النزاعات المُسلحة في جمهوريات بلاتين (الأرجنتين والأوروغواي)، مما لفت انتباه كارنيرو لياو، ماركيز بارانا الذي دعاه للعمل كسكرتير في مُهمة دبلوماسية إلى مونتيفيديو. ونجحوا في إقامة التحالفات، مما ساهم في سقوط خوان مانويل دي روساس، الدكتاتور الأرجنتيني الذي أعلن الحرب على البرازيل في عام 1852. وفي عام 1853، انضم ريو برانكو إلى حزب المُحافظين مع ماركيز بارانا، بالإضافة إلى مجلس الوزراء الذي ترأسه الأخير. ارتقى بسرعة في صفوف المُحافظين خلال أوائل ستينيات القرن التاسع عشر عندما انضم العديد من الزملاء إلى أعضاء الحزب الليبرالي المُنحل لتشكيل حزباً جديداً. تم إرسال ريو برانكو إلى الأوروغواي في أواخر عام 1864، حيث تم تكليفه بوضع نهاية دبلوماسية لحرب الأوروغواي، وعلى الرغم من نجاحه، فقد تم فصله فجأة من منصبه. في عام 1869، تم استدعاؤه وإرساله إلى الباراغواي، هذه المرة للتفاوض على إنهاء حربها مع البرازيل. تم الاعتراف بجهوده الناجحة في إبرام السلام مع الباراغواي، وقام بيدرو الثاني بتكريمه في طبقة النبلاء، وجعله فيكونت ريو برانكو (بالبرتغالي «النهر الأبيض»).
في عام 1871، أصبح ريو برانكو رئيسًا لمجلس الوزراء لأولِ مرة. والذي أصبح رئيس المجلس الأطول خدمتاً، والذي أصبحت حكومته ثاني أطول رئاسه في تاريخ البرازيل. تميزت حكومته بفترة أزدهار أقتصادي وسنَّ العديد من الإصلاحات الضرورية - رُغم أنها أثبتت أنها مَعيبة بشكلاً خطير. وكان من أهم هذه المُبادرات قانون الولادة الحُرّة، الذي منح الولادة الحُرّة للأطفال المولودين لأمهات عبيد. قاد ريو برانكو الحكومة التي سنت هذا القانون، وزاد إقراره من شعبيته. ومع ذلك، عانت حكومته من أزمة طويلة مع الكنيسة الكاثوليكية التي نتجت عن طرد الماسونيين من الأخوة العلمانيين. بعد أكثر من أربع سنوات من رئاسة مجلس الوزراء، استقال ريو برانكو في عام 1875. بعد إجازة طويلة في أوروبا، تدهورت صحته بسرعة وتم تشخيصه بسرطان الفم. توفي ريو برانكو في عام 1880 وعمّ الحزن على نطاق واسع في جميع أنحاء البلاد. يعتبره مُعظم المؤرخين أحد أعظم رجال الدولة في البرازيل.

## السنوات المبكرة

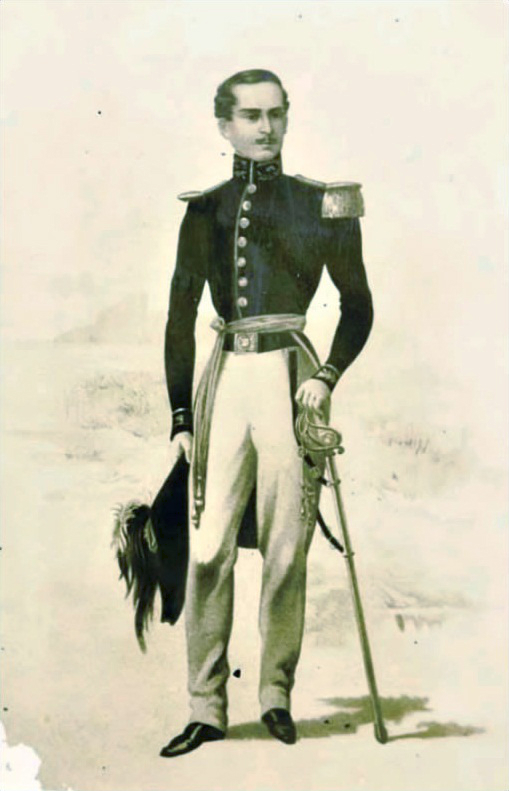
خوسيه بارانهوس الشاب، يرتدي زيًا عسكريًا متدربًا ؛ حوالي عام 1841

ولد بارانهوس في 16 مارس 1819 في سلفادور، باهيا، في وقت كانت فيه البرازيل مملكة مُتحدة مع البرتغال. كان والديه أغوستينو دا سيلفا بارانهوس وجوزيفا إميرينسيانا دي باريروس. هاجرا أغوستينو بارانهوس مع شقيقيه إلى البرازيل خلال العقد الأول من القرن التاسع عشر. وأصبح تاجراً ثرياً وتزوج جوزيفا، الأبنة البرازيلية المولد لإحدى عائلات باهيا العريقة. عائلتها لها جذوراً في بورتو، حيث نشأت عائلة أغوستينو. ظل أغوستينو مُخلصًا للبرتغال في وقت استقلال البرازيل عام 1822، مما أدى إلى نبذه وانهيار أعماله.
عاش خوسيه بارانهوس طفولة بسيطة بدون رفاهية. على الرغم من أن والديه لم يعودا أغنياء، إلا أنه لم يعاني من الفقر. في وقتاً لاحق من حياته، تذكر خوسيه باعتزاز باهيا باعتبارها «الوطن الأم» لطفولته. توفي والده عندما كان لا يزال طفلاً وتبعته والدته بعد سنوات قليلة. تُرِك هو وإخوته في وضع محفوفاً بالمخاطر، حيث تم الاستيلاء على ما تبقى من ثروة أغوستينو بارانهوس من قبل أحد أقاربه. وتم إنقاذ الأخوين من قبل الخال من طرف والدتهما، أوزيبيو جوميز باريروس، الذي كان يحمل رتبة عقيد في سلاح المُهندسين. قام العقيد باريروس بتربية أبناء أخته ليكونوا أطفاله وموّل تعليمهم. كان لباريروس (وهو رجلاً مُتعلم) تأثيراً قوياً على تربية بارانهوس، وفي السنوات اللاحقة، تحدث بارانهوس دائمًا باحترام عن خاله.
في عام 1835، عندما كان يبلغ من العُمر 14 عامًا، تم إرساله إلى العاصمة الإمبراطورية ريو دي جانيرو لمواصلة دراسته. في بداية العام التالي تم قبوله في الأكاديمية البحرية. للمساعدة في دعم التعليم، درّس بارانوس زُملائه في الفصل. وفي عام 1841، عندما كان في الثانية والعشرين من عمره، تخرج برتبة ضابط بحري، والتحق بالأكاديمية العسكرية للجيش. تابع دورة في الهندسة وطوّر ولعه بالرياضيات. قبل التخرّج من أكاديمية الجيش، تمت ترقيته إلى مُلازم ثاني في البحرية وأصبح مدرسًا بديلاً في الأكاديمية البحرية. وفي عام 1842، تزوج من تيريزا دي فيغيريدو فاريا، والتي جاءت عائلتها أيضًا من بورتو في البرتغال.
بعد تخرج بارانهوس من الأكاديمية العسكرية عام 1843 كملازم ثانً في سلاح المُهندسين، قرر العودة إلى الحياة المدنية والتركيز على حياته المهنية كمُدرس. وأصبح مُدربًا منتظمًا في الأكاديمية البحرية خلال عام 1844، حيث أجرى دروسًا في المدفعية. وفي عام 1845، تم نقله من الأكاديمية البحرية إلى الكلية الحربية للتعليم المدفعي والتحصين والميكانيكي في وقتاُ لاحقاً. بالإضافة إلى التدريس، أصبح بارانوس أيضًا صحفيًا، وبحلول عام 1844 كان يعمل في الصحف التي تدعم الحزب الليبرالي. ظل أستاذاً في الأكاديمية العسكرية وبدأ تدريس الاقتصاد السياسي والإحصاء والقانون الإداري في عام 1863. وفي عام 1874، أصبح بارانهوس عميدًا لمدرسة الهندسة المُنشأة حديثًا (اليوم البوليتكنيك في الجامعة الاتحادية لريو دي جانيرو)، الفرع المدني لبرنامج هندسة الأكاديمية العسكرية.

## المهنة السياسية المُبكرة

### فصيل كورتير

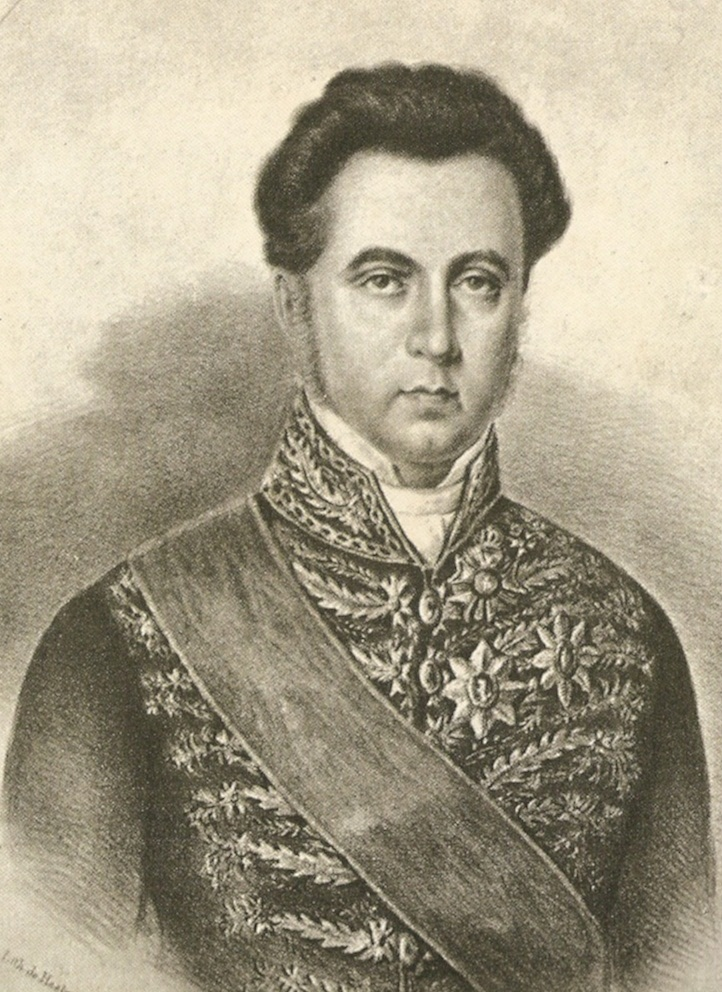
أوريليانو كوتينيو، فيكونت سيبتيبا، زعيم فصيل كورتير

جذبت كتابات بارانهوس في الصحف الليبرالية انتباه أعضاء الحزب الليبرالي الآخرين. وأصبح صديقًا وربيبًا لـ أوريليانو دي سوزا وأوليفيرا كوتينهو، فيما بعد فيكونت سيبتيبا. في ذلك الوقت، كان أوريليانو كوتينيو أقوى شخصية في السياسة الوطنية البرازيلية. وكان زعيم «فصيل كورتير»، وهي مجموعة - تُعتبر أحيانًا جناحًا للحزب الليبرالي - كان لها تأثير على بيدرو الثاني الشاب وعديم الخبرة. وكان من بين أعضاء الفصيل خدام رفيعو المستوى في القصر وسياسيون بارزون.
في عام 1844، عيّن الإمبراطور أوريليانو كوتينهو رئيسًا (حاكمًا) لمقاطعة ريو دي جانيرو، أغنى وأهم مقاطعة في البرازيل. مع رعاية أوريليانو كوتينيو وقاعدة السلطة السياسية القوية، تم انتخاب بارانهوس في عام 1845، في سن 26، في الجمعية التشريعية الإقليمية - مجلس النواب الإقليمي. في العام التالي، عينه أوريليانو كوتينيو سكرتيرًا إقليميًا، ثم نائبًا للرئيس، ثم رئيسًا بالنيابة. في عام 1847، تم انتخاب بارانهوس كنائب عام يُمثل ريو دي جانيرو في مجلس النواب الوطني.
فقد فصيل كورتير حظه عام 1847 بعد أن هيمنت على السياسة البرازيلية لسنوات عديدة، وذلك عندما نضج الإمبراطور جسديًا وأصبح أكثر ذكاءً في الناحية السياسية، فقام بتطهير جميع المرتبطين بالمجموعة، وتم استبعاد أوريليانو كوتينيو، تمامًا من الحياة السياسية: «نتيجة الحظر الضمني، الذي فرضه بيدرو الثاني، إذ لم يكن مُعلنًا». وأقرّ بشكلاً واضحاً أنه لن يتسامح مع الفصائل السياسية. فمن فبراير 1844 حتى مايو عام 1848، كان مجلس الوزراء يتألف من أعضاء في الحزب الليبرالي. والانقسامات الداخلية أعاقت الحزب من مشاريع تُهدف إلى تحديث البرازيل، بما في ذلك إصلاح التعليم، وبناء السكك الحديدية وخطوط التلغراف.
بعد استقالة آخر حكومة ليبرالية، دعا بيدرو الثاني حزب المُحافظين المُنافس لتشكيل حكومة جديدة. ومع فقدان حزبه للسيطرة، فقد بارانهوس الكثير من النفوذ. لم يكن الحزب الليبرالي على استعداد لقبول خسارته للسلطة. دعت الفصائل الأكثر تطرفاً من الليبراليين في مُقاطعة بيرنامبوكو، والمعروفة باسم بارتيدو دا برايا («حزب الشاطئ»)، ودعا علانيةٌ إلى التمرد، وارتبط الاسم الليبرالي البرييروس بفصيل كورتير. وكان التمرد المُقترح محاولةٌ من فصيل كورتير لاستعادة السيطرة على الحكومة. لم يقدم البرييروس سوى القليل من الدعم، وكان الرأي العام ضدهم أيضًا. لم تكن المجموعة قادرة على إقناع الغالبية العُظمى من السكان بأن الثورة ستعود عليهم بأي فوائد. في 2 فبراير 1849، هُزمت الانتفاضة المحدودة للبرييروس تمامًا بعد مهاجمة ريسيفي، عاصمة بيرنامبوكو. على الرغم من أن بارانهوس قد أدانها، إلا أن تمرد برايرا، جنبًا إلى جنب مع انهيار راعيه والحزب الليبرالي، جعل استمرار الحياة السياسية أمرًا مُستحيلًا. فحوّل تركيزه مرة أخرى إلى عمله في الصحافة.

### حرب البلاتين

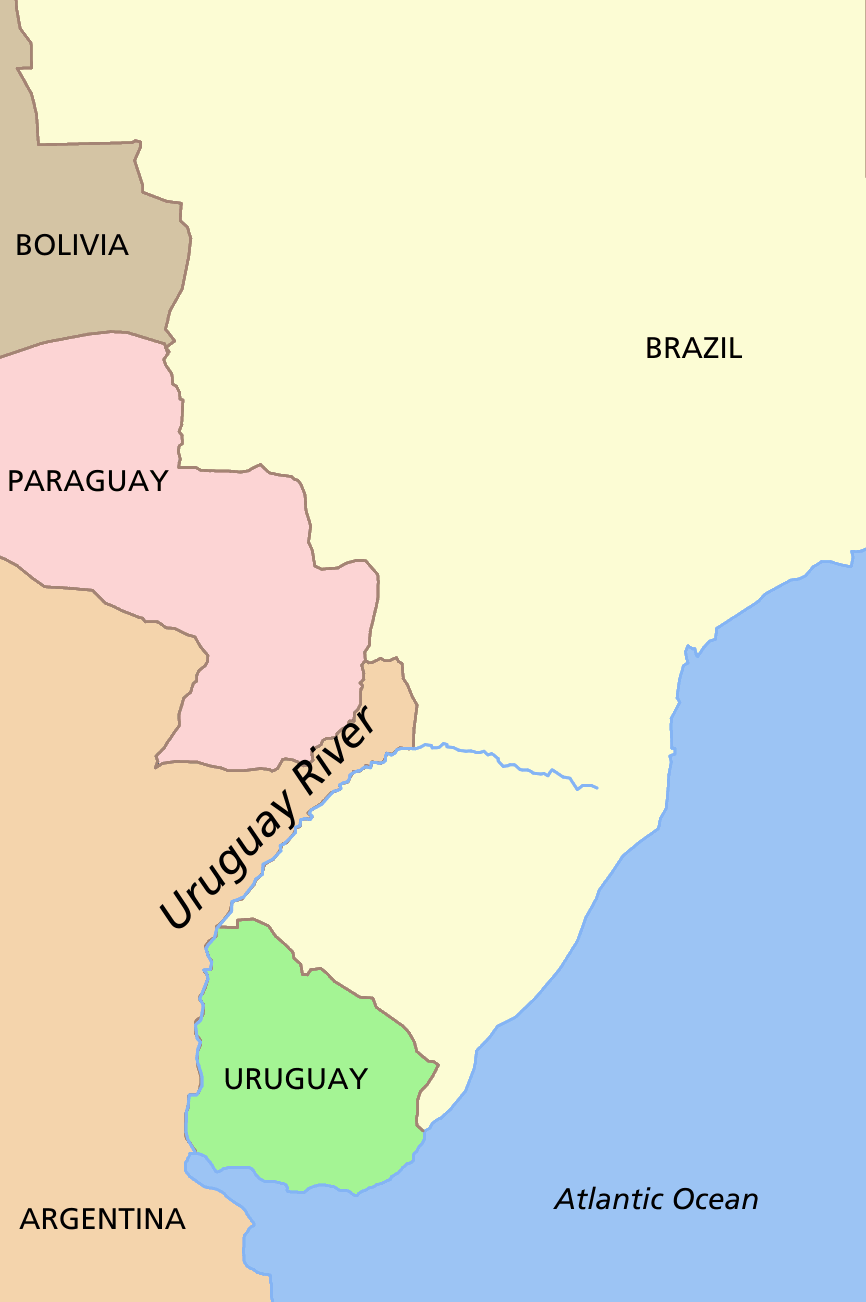
خريطة المنطقة التي حدثت فيها الحرب البلاتينية

بعد تركِه السياسة، توقف بارانهوس عن الكتابة في الصحف الليبرالية وأصبح محررًا للجريدة المُحايدة سياسياً «جورنال دو كوميرسيو» («كوميرس نيوز»). كتب سلسلة من المقالات الأسبوعية من عام 1850 حتى نهاية عام 1851 بعنوان «رسائل إلى صديق غائب». تناول العامود مواضيع شملت السياسة والمُجتمع البرازيلي والحياة اليومية في العاصمة البرازيلية. سُرعان ما بدأت مقالات بارانهوس في التركيز على السياسة الخارجية للبرازيل، وخاصة الحرب الأهلية في الأرجنتين والأوروغواي.
كان دون خوان مانويل دي روساس، دكتاتور الأرجنتين، قد ساعد المُتمردين الانفصاليين في مقاطعة ريو غراندي دو سول البرازيلية خلال ثلاثينيات القرن التاسع عشر، واستمر في محاولة ضمها. بالإضافة إلى تهديد وحدة أراضي البرازيل، كان لدى روساس طموحات لغزو الباراغواي والأوروغواي وبوليفيا. قرر مجلس الوزراء البرازيلي المُحافظ تشكيل تحالفات عسكرية مع الدول التي يُهددها الديكتاتور. وفي 4 سبتمبر 1851، عبر الجيش البرازيلي بقيادة لويس ألفيس دي ليما إي سيلفا (كونت كاكسياس آنذاك) الحدود إلى الأوروغواي.
بدأ بارانهوس في كتابة مقالات لدعم السياسة الخارجية الاستباقية للبرازيل، الأمر الذي جعله قريبًا من حزب المُحافظين الحاكم. ووزير الخارجية، باولينو سواريس دي سوزا (لاحقًا فيكونت الأوروغواي)، عُيّنَ الزعيم الرئيسي لحزب المُحافظين،هونوريو هيرميتو كارنيرو لياو (لاحقًا ماركيز بارانا)، كمفوض خاص دبلوماسي لمنطقة البلاتين، وبشكل غير متوقع، قرر كارنيرو لياو تعيين بارانهوس سكرتيراً لهُ، متجاوزًا الأعضاء الأكثر خبرة في السلك الدبلوماسي البرازيلي. في 23 أكتوبر 1851، غادر كلاهما إلى مونتيفيديو، عاصمة الأوروغواي.
كان كارنيرو لياو حريصًا على اكتشاف إمكانات بارانهوس - الذي كشف عن نفسه كرجلاً قادرًا جدًا خلال فترة عمله كسياسي ليبرالي في مُقاطعة ريو دي جانيرو - ولديه مواهب يمكن الاستفادة منها. كما قال كارنيرو لياو لبارانهوس عند تبرير اختياره للصحفي الشاب عديم الخبرة: «لم أستشر أحدًا بشأن تعيينك. ما أثر في ذهني هو استحقاقك، الذي أقدره. فقال: آمل سيدي، أن أُثبت بأنني فهمت الأمر بشكل الصحيح».  كان بارانهوس رجلًا وسيمًا وساحرًا، يبلغ 1.95 متر (6 قدم 4.8 بوصة)، بعيون زرقاء وشعر ذهبي. لاحظ المؤرخ جيفري دي نيدل أن بارانهوس كان يعتبر كارنيرو لياو «رجُلًا يتمتع بمهارة أدبية ملحوظة، ولديه خلفية عسكرية ومعرفة تقنية جيدة بشكل غير عادي، ولديه غرائز سياسية وشجاعة سياسية مثبتة، وبحاجة واضحة إلى فكرة جديدة. مع تفوق الأخير لأوريليانو [كوتينيو]». هذا، جنبًا إلى جنب مع الهدوء، ومهارات الخطابة المُتميزة، والطاقة التي لا تنضب، والعقل الموهوب والمُثقف، جعله يبدو الشخص المثالي لهذا المنصب.

## في حزب المحافظين

### التوفيق

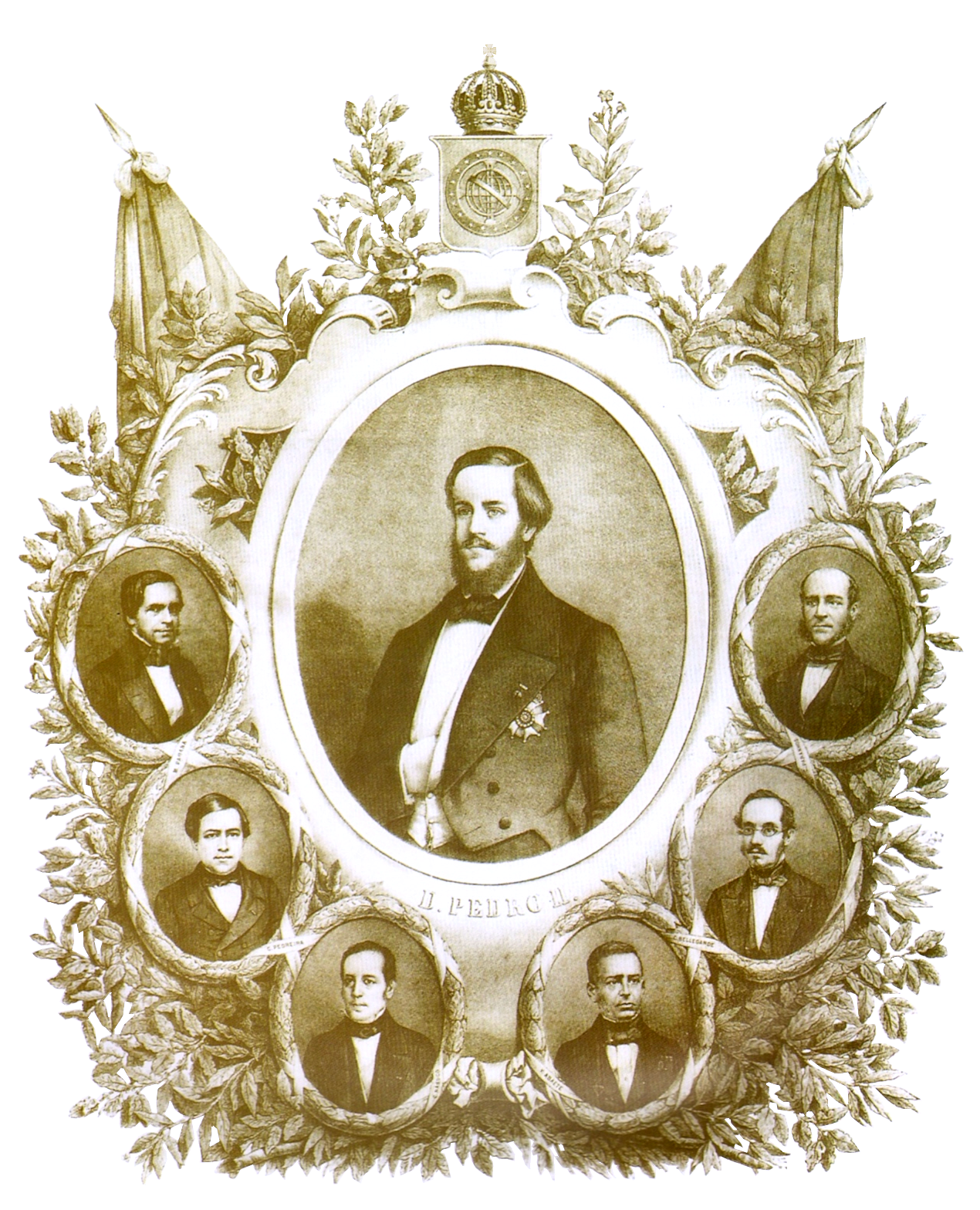
مجلس الوزراء التوفيق. الإمبراطوربيدرو الثاني في المركز؛ كارنيرو لياو في أقصى اليسار؛ وبارانهوس (أصلع منذ منتصف أربعينيات القرن التاسع عشر) في أقصى اليمين

تُرك بارانهوس في الخلف عندما عاد كارنيرو لياو إلى البرازيل، بعد أن تم تعيينه وزيرًا لدبلوماسية البرازيل في الأوروغواي. أتاح الوقت الذي أمضاه بارانهوس في الأوروغواي له اكتساب فهم للديناميكيات التي تُميّز الدول الأمريكية من أصل إسباني في تلك الفترة. كانت الأزمات المُتقطعة التي أدت إلى الانقلابات، والحكومة من قبل الديكتاتوريين، والفصائل السياسية والحروب الأهلية، شائعة بين هذه البلدان. ظهر ولع ومهارة في الدبلوماسية أثناء إقامته - كما أشار فيكونت الأوروغواي، الذي ما زال وزيرًا للشؤون الخارجية، في فبراير 1853: "بشكلاً عام، أوافق على ما يفعله ممثلونا الدبلوماسيون؛ ومع ذلك، يبدو لي دائمًا أنني لو كنت في أماكنهم، كنت سأفعل بشكل أفضل. ولكن مع الدكتور بارانهوس، لم يخطر ببالي هذا التفكير. في كل مرة أقرأ فيها بياناته، أقول لنفسي: "هذا هو بالضبط ما كنت سأفعله أو قلته."
في 6 سبتمبر 1853، تم تعيين كارنيرو لياو رئيسًا لمجلس الوزراء وكلف بتنظيم حكومة جديدة. الإمبراطور بيدرو رغب في التقدم بخطة طموحة أصبحت تُعرف باسم «التوفيق». كان الهدف من المُصالحة هو وضع حداً للنزاعات المُسلحة بين الفصائل السياسية، كما حدث في تمرد برييرا. فأصبح من المُعتاد بالنسبة للأحزاب التي فقدت السلطة في الانتخابات استعادة السيطرة باستخدام القوة. وهدفت المصالحة إلى تعزيز دور البرلمان في تسوية الخلافات السياسية في البلاد. سيُطلب من كلا الحزبين الموافقة على الارتقاء فوق السياسات الحزبية وبدلاً من ذلك تكريس أنفسهم للصالح العام للأمة.
دعا الرئيس الجديد العديد من الليبراليين للانضمام إلى صفوف المُحافظين وذهب إلى حد تسمية بعضهم بالوزراء. أحد هؤلاء كان بارانهوس، الذي تولى حقيبة الشؤون الخارجية. كان لا يزال في مونتيفيديو عندما علم أن كارنيرو لياو قد نجح في انتخابه نائبًا عامًا في عام 1853. الحكومة الجديدة، على الرغم من نجاحها الكبير، كانت تعاني منذ البداية من مُعارضة قوية من أعضاء حزب المُحافظين الذين تنصلوا من المجندين الجدد من الجانب الليبرالي، مُعتقدين أن هؤلاء لا يشاركون حقًا المثل العليا للحزب وكانوا مهتمين بشكلاَ أساسي بالحصول على مناصب عامة. بالرغم من عدم الثقة، أظهر كارنيرو لياو مرونة كبيرة في صد التهديدات والتغلب على العقبات والنكسات.
بعد وفاة كارنيرو لياو المُفاجئة وغير المُتوقعة في سبتمبر 1856، تمكنت حكومته من البقاء على قيد الحياة لبضعة أشهر فقط. على الرغم من انتقاد الإمبراطور للطريقة التي تم بها تنفيذ التوفيق، فقد تعلم تقدير مزاياها وكان حريصًا على مواصلتها. أعطى بيدرو الدعم للمُصالحة فُرصة أخرى، وسمح لبارانوس بالعودة إلى الحكومة مرة أخرى كوزير للخارجية في 12 ديسمبر 1858. كانت القضية الأكثر إلحاحًا التي تواجه بارانوس هي رفض حكومة الباراغواي المُستمر للسماح للسفن البرازيلية بالدخول إلى مقاطعة ماتو جروسو. في ذلك الوقت، كانت أفضل وأسرع طريقة للوصول إلى تلك المُقاطعة البرازيلية البعيدة هي السفر عبر المحيط الأطلسي ومن هناك إلى أعلى الأنهار التي تتدفق بين الدول الواقعة جنوب البرازيل. كان أحد أسباب حرب البرازيل ضد الأرجنتين عام 1851 هو ضمان حرية مرور سفنها. استمرت الأزمة بين البرازيل والباراغواي منذ تولي بارانهوس منصب وزير الخارجية في حكومة كارنيرو لياو. في 12 فبراير 1858، وقع بارانهوس معاهدة مع الباراغواي سمحت للسفن البرازيلية بالملاحة غير المُقيدة في أنهار الباراغواي، ومنع هذا اندلاع الحرب - أو على الأقل أجّل النزاع حتى عام 1864.

### صعود الرابطة التقدمية

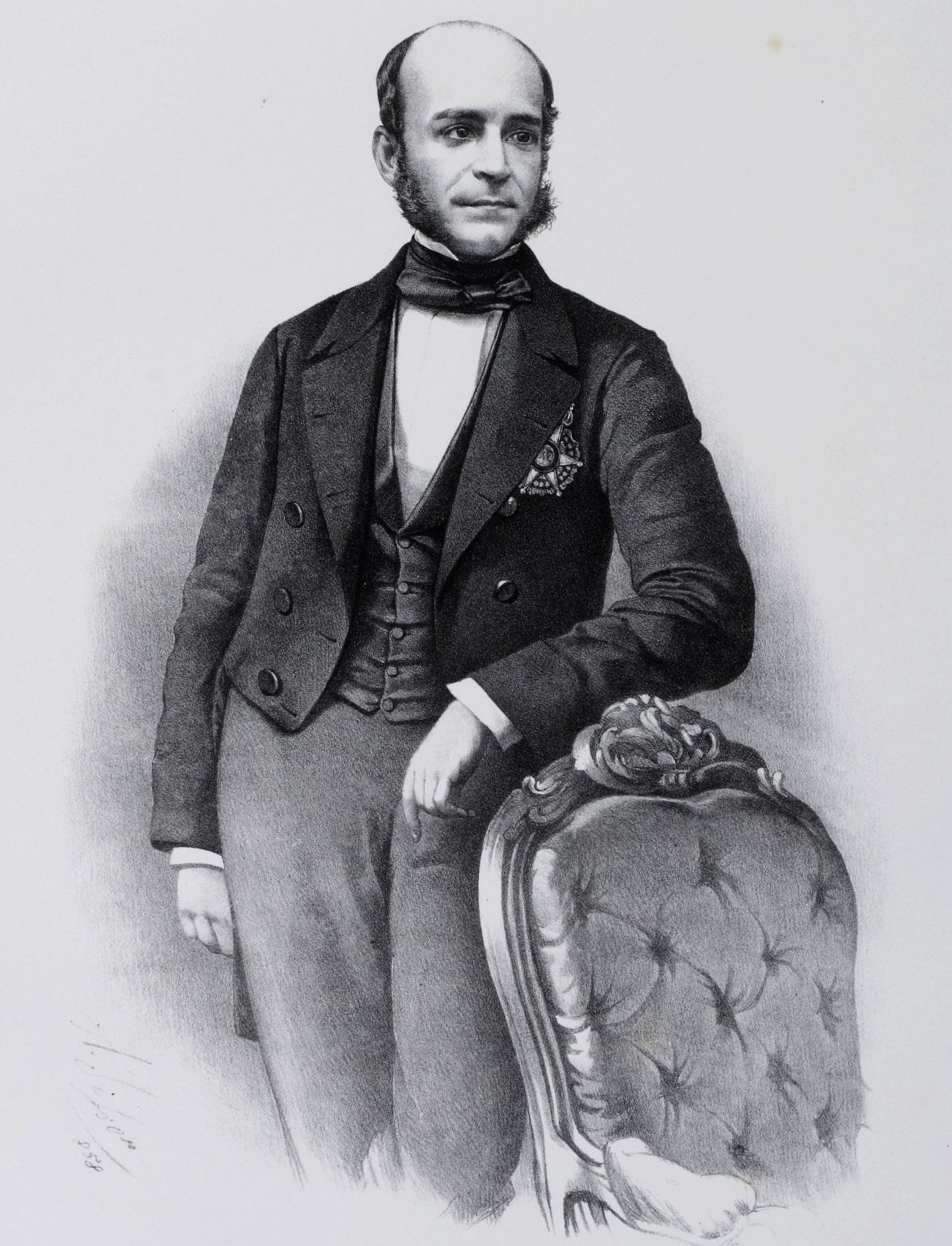
خوسيه بارانهوس حول سن 39 ، 1858

كان المُحافظون المُتطرفون الذين عارضوا سياسة المُصالحة بقيادة فيكونت إيتابوراي وأوزيبيو دي كويروس وفيكونت الأوروغواي. كان رجال الدولة الأكبر سناً من نفس جيل الراحل كارنيرو لياو تولوا قيادة حزب المُحافظين بعد وفاته. على الرغم من أنهم محافظون في الاسم، فقد أثبتوا مرارًا وتكرارًا أنهم أكثر تقدمًا في العديد من المجالات من منافسيهم، الليبراليين. كان فيكونت الأوروغواي حامي بارانهوس منذ البعثة الدبلوماسية عام 1851 وأثر بشكل كبير على من يحبه، الذي وقف إلى جانب المُحافظين المُتطرفين. نجح بارانهوس في إقناع لويس ألفيس دي ليما إي سيلفا (الذي كان القائد العام للقوات المسلحة خلال حرب بلاتين، وزميله كوزير للحرب في مجلس الوزراء التوفيق، ولاحقًا دوق كاكسياس) بالبقاء إلى جانب حزب المُحافظين.الحرس القديم.
خلال السنوات التي أعقبت عام 1857، لم تنجو أي من مجالس الوزراء لفترةٌ طويلة. وسرعان ما انهاروا بسبب عدم وجود أغلبية في مجلس النواب. انقسم حزب المُحافظين إلى الوسط: من ناحية كان هناك المُحافظون المُتطرفون، ومن ناحية أخرى، المُحافظون المُعتدلون. في أعقاب حكومة كارنيرو لياو، ظهر جيل جديد من السياسيين، حريصين على اكتساب المزيد من السلطة داخل حزب المُحافظين. ينتمي بارانهوس إلى هذه الفئة العُمرية الأصغر. رأى هؤلاء الرجال أن طريقهم إلى الرُتب العُليا قد تم حظره من قبل شيوخ المُحافظين، الذين لن يتخلوا عن السيطرة بسهولة.
استغل الأعضاء الباقون في الحزب الليبرالي، الذين ضعفوا مُنذ تمرد برييرا في عام 1849، فرصة حل حزب المُحافظين الوشيك على ما يبدو للعودة إلى السياسة الوطنية بقوة مُتجددة. لقد وجهوا ضربة قوية للحكومة عندما تمكنوا من الفوز بعدة مقاعد في مجلس النواب في عام 1860. طلب الإمبراطور من ماركيز (دوق كاكسياس لاحقًا) رئاسة الحكومة الجديدة في 2 مارس 1861. اختار كاكسياس بارانهوس وزيرًا للمالية (ووزيرًا مؤقتًا للشؤون الخارجية)، وسرعان ما أصبح اليد اليُمنى للماركيز. أصبح نفوذه كبيرًا لدرجة أن الوزارة أصبحت تُعرف باسم «مجلس وزراء كاكسياس بارانهوس».
واجهت الحكومة الجديدة تحديًا كبيرًا: تم تقسيم مجلس النواب إلى ثلاث مجموعات: المُحافظون المُتطرفون والمُعتدلون والليبراليون. بارانهوس وكاكسياس قاما بتسمية الرجال الذين كانوا إما مُحافظين مُتطرفين أو مُعتدلين في الحقائب الوزارية المُتبقية، في محاولة لإضعاف المُعارضة الليبرالية المُتجددة وتعزيز الأغلبية الحاكمة عملياً. بالرغم من النجاح في تجنيد عدداً كافٍ من المؤيدين من خارج الحزب لتشكيل الحكومة، إلا أن مجلس الوزراء كان مُتعثرًا منذ البداية بسبب افتقاره إلى الوحدة الداخلية. كان محكوماً عليه بالفشل عندما ألقى صديق بارانهوس وزميله السابق في مجلس الوزراء التوفيق، خوسيه توماس نابوكو دي أراوجو، خطابًا دعا فيه إلى دمج المُحافظين المُعتدلين والليبراليين في حزباً سياسياً جديد.
لقد أُستقبل هذا الخطاب بحماساً شديد، حيث صوتت المجموعتان معًا كفصيل واحد متماسك، تاركين الحكومة بدون أغلبية. طلب مجلس الوزراء من الإمبراطور حل المجلس والدعوة إلى انتخابات جديدة، لكنه رفض. مع عدم وجود بديل، استقال الوزراء، وفي 24 مايو 1862 عين بيدرو عضواً في الائتلاف الليبرالي المُعتدل لتشكيل حكومة جديدة. كان الحزب السياسي الجديد، والذي كان غالبية أعضائه من المُحافظين السابقين، يُسمى «الرابطة التقدمية». شكلت الحكومة الجديدة نهاية 14 عامًا من هيمنة المُحافظين على السياسة الوطنية. لم تكن الهزيمة خسارة كاملة لبارانهوس، حيث عينه الإمبراطور سيناتور مدى الحياة لمقاطعة ماتو جروسو في نوفمبر 1862، بعد حصوله على أكبر عدد من الأصوات في انتخابات المقاطعات. تولى منصبه كعضو مجلس الشيوخ في 5 مارس 1863.

## دبلوماسي

### البعثة إلى الباراغواي
في يناير 1858 تم إرسال بارانهوس إلى أسونسيون للحصول على امتثال الباراغواي للمعاهدة 1856 التي كان من المُفترض أن تَمنح البرازيل الحق في الإبحار في نهر باراغواي من أجل الوُصول إلى مُقاطعة ماتو جروسو. كانت حُكومة الباراغواي قد عرقلت المرور. وتم وصف أسلوبه الدبلوماسي في كتاب البروفيسور ويغام في حرب الباراغواي :
عضو المجلس هو شخصيةٌ مُثيرة للإعجاب. كان طوله أكثر من ستة أقدام وعيناه ثاقبتان باللون الأزرق السماوي. كان زي الدبلوماسي المُتلألئ ، الذي كان يستخدمه في جميع المُناسبات، يتألق بزخرفة ذهبية اللون، وكان يشتمل على ياقة عالية مع قفازات بيضاء، حتى في درجات الحرارة الاستوائية. تم حساب هذه الموضة لمنحه حضورًا أكبر من الحياة، وهو رمز للإمبراطورية الهائلة التي يُمثلها. كان سكان الباراغواي حساسين تجاه التفاصيل الدقيقة في المظهر وكانوا يفهمون مثل هذه الصورة. . . في المظهر، أُقترح أنهُ رجل دولة أوروبيًا حديثًا، رجل يجمع بين الحكمة وسهولة الإلمام بالسُلطة. . .

 صرح بارانهوس بصراحة أن الإمبراطورية كانت مُستعدة لخوض الحرب لفرض مُعاهدة 1856. اختار فرانسيسكو سولانو لوبيز [ممثل حكومة الباراغواي] أخذ تهديد المُستشار في ظاهره. في 12 فبراير 1858 وقع الرجلان على اتفاقية التي أنهت القيود ... 

### حرب الأوروغواي

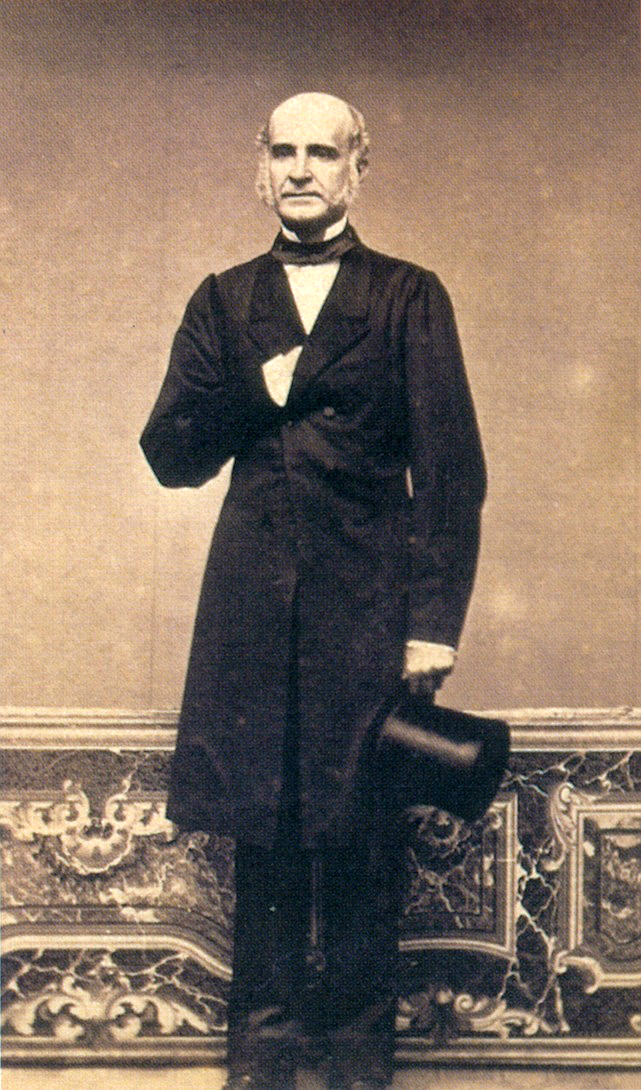
بارانهوس حول سن 45 ، 1864

بدأت حرب أهلية أخرى في الأوروغواي والتي حرضت أحزابها السياسية ضد بعضها البعض. أدى الصراع الداخلي إلى مقتل برازيليين ونهب ممتلكاتهم في الأوروغواي. قررت الحكومة البرازيلية التقدمية التدخل وأرسلت جيشًا غزا الأوروغواي في ديسمبر 1864، لتبدأ حرب الأوروغواي القصيرة.
استغل دكتاتور الباراغواي، فرانسيسكو سولانو لوبيز، الوضع في الأوروغواي في أواخر عام 1864 لتأسيس دولته كقوة إقليمية. وفي 11 نوفمبر من ذلك العام، أمر بالاستيلاء على باخرة مدنية برازيلية، مما أدى إلى اندلاع حرب الباراغواي. ثم في ديسمبر، غزا جيش الباراغواي مقاطعة ماتو جروسو البرازيلية (حاليًا ولاية ماتو جروسو دو سول). وبعد أربعة أشهر، غزت قوات الباراغواي الأراضي الأرجنتينية تمهيدًا للهجوم على مقاطعة ريو غراندي دو سول البرازيلية.
ما بدا تدخلاً عسكريًا بسيطًا لمدة قصيرة أدى إلى حرب واسعة النطاق في جنوب شرق أمريكا الجنوبية. عين مجلس الوزراء التقدمي بارانهوس وزيرا مفوضاً. كانت مهمته إنهاء الصراع مع الأوروغواي حتى تتمكن البرازيل من التركيز على التهديد الأكثر خطورة الذي تشكله الباراغواي. وصل إلى العاصمة الأرجنتينية، بوينس آيرس، في 2 ديسمبر 1864. وقع بارانهوس معاهدة سلام مع حكومة الأوروغواي في 20 فبراير 1865، منهيةً الحرب. لم ينجح بارانهوس في إحلال السلام فحسب، بل قام في نفس الوقت بتشكيل تحالف بين البرازيل والأرجنتين ومُتمردي الأوروغواي (الذين شكلوا حكومة الأوروغواي بعد الحرب) ضد الباراغواي. وسيتم التوقيع على الاتفاقية رسميًا لاحقًا باسم معاهدة التحالف الثلاثي.
اشتكى القائد العام للقوات البرازيلية، الأدميرال يواكيم ماركيز لشبونة (البارون ثم ماركيز من تامانداري لاحقًا)، وهو نفسه تقدميًا، إلى مجلس الوزراء البرازيلي من النتيجة التي صممها بارانهوس. بحلول الوقت الذي تم فيه إبرام معاهدة السلام، كانت عاصمة الأوروغواي تحت حصار القوات البرازيلية وتحت حصار من قبل الأسطول البرازيلي. كان الأدميرال ومجلس الوزراء حريصين على إنهاء الصراع الذي كان من شأنه أن يؤدي إلى غزو عاصمة العدو وبالتالي زيادة شعبية الحكومة البرازيلية. ومع ذلك، استبق بارانهوس مثل هذه النتيجة. انتقامًا من هذا الاستنتاج الغير دموي، تم فصله من منصبه. بالعودة إلى البرازيل، دافع عن نفسه في مجلس الشيوخ: «قل [...] ما تريده بشأن العمل الدبلوماسي في 20 فبراير ؛ لن تكون قادرًا على التخلص مني هذه القناعة الممتنة: أنه من خلال هذا الحل لقد أنقذت حياة 2000 مواطن، [و] تجنبت تدمير عاصمة مُهمة». ومع ذلك، حصل على الأوسمة في الأوروغواي والبرازيل وحتى الأرجنتين لإنجازه في هندسة كلاً من نهاية الحرب وتشكيل التحالف.

### حرب الباراغواي

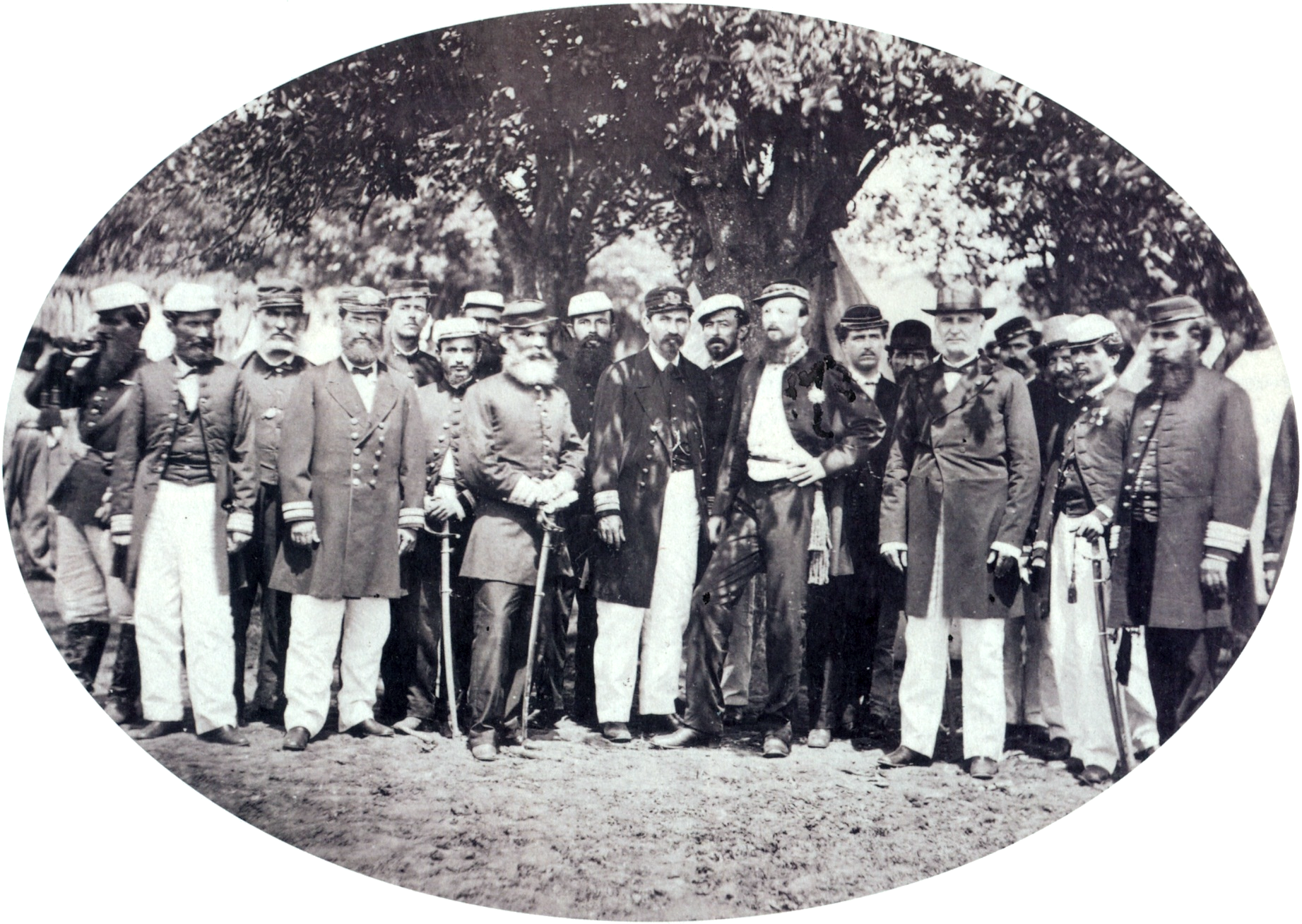
كونت أو (بيده على خصره) مع خوسيه بارانهوس (إلى يساره ، مرتديًا بنطالًا خفيفًا) وألفريدو ديسكراغنول تاوناي (بينهما) بين الضباط البرازيليين ، 1870

منذ نشأتها، ابتليت الرابطة التقدمية بالصراع الداخلي بين التقدميين (المُحافظين المُعتدلين سابقًا) والتاريخيين (الليبراليين سابقًا). جميع المجالس الوزراء التي شكلتها العصبة بعد عام 1862 قصيرة العُمر. أدى غزو الباراغواي في عام 1864 إلى صراع أطول بكثير مما كان متوقعًا، مما أدى إلى زيادة التوترات داخل الحزب. بحلول عام 1868، انفتح الخلاف بين ماركيز كاكسياس (القائد الأعلى للقوات البرازيلية في الحرب) ومجلس الوزراء التقدمي. مع اختفاء مصداقيتها في متابعة الحرب الآن، استقال مجلس الوزراء واستدعى الإمبراطور المُحافظين مرة أخرى إلى السلطة في 16 يوليو 1868. ومرة أخرى، أصبح بارانهوس - الذي كان عضوًا استثنائيًا في مجلس الدولة منذ 18 أغسطس 1866 وزيرًا الشؤون الخارجية.
دفع صعود حزب المُحافظين التقدميين والتاريخيين إلى التوحيد - وهو شيء لم يتمكنوا من تحقيقه أثناء وجودهم في السلطة. أعيد تشكيل التحالف التقدمي التاريخي على أنه الحزب الليبرالي (الكتلة الثالثة التي تحمل هذا الاسم في تاريخ البرازيل ). أعلن جناحه الأكثر تطرفاً نفسهُ جمهورياً في عام 1870 - في إشارة مشؤومة للنظام الملكي.
تم احتلال عاصمة الباراغواي، أسونسيون، في 1 يناير 1869، وكان هناك اعتقاد شائع بأن الحرب على وشك الانتهاء. في 1 فبراير 1869، غادر بارانهوس متوجها إلى أسونسيون كوزير مفوض بهدف إبرام معاهدة سلام. أحضر بارانهوس ابنه الأكبر (واحد من تسعة)، خوسيه ماريا دا سيلفا بارانهوس جونيور (لاحقًا بارون ريو برانكو ) كسكرتير له. ((ستنهار علاقتهما لاحقًا بسبب علاقة غرامية بين الابن وممثلة بلجيكية التي أنجبت العديد من الأطفال. وعلى الرغم من أن الزوجين أقاما معًا في النهاية، إلا أنهما لم يتزوجا أبدًا، ولم يتم تقديم أي اعتراف رسمي بوجودها أو وجود أطفالها.)) رفض بارانهوس بشدة الحياة الشخصية لابنه، والتي اعتبرها المُجتمع البرازيلي في القرن التاسع عشر فاضحة. بعد وفاة والده بفترة طويلة وبعد أن أصبحت البرازيل جمهورية، انتقل بارانهوس الابن إلى مهنة متميزة كوزير للشؤون الخارجية. لقد أصبح يُنظر إليه على أنه أحد أعظم أبطال الأُمة نظرًا لدوره المحوري في تأمين الحدود الدولية للبلاد، وقد تم تعيينه رسميًا على أنه الراعي (نوع من «القديس الراعي») للدبلوماسية البرازيلية.
وصلت البعثة الدبلوماسية إلى أسونسيون في 20 فبراير 1869. كانت أسونسيون في ذلك الوقت بلدة صغيرة من الشوارع غير المُعبدة والعديد من المباني التي شيدت من القش. مع فرار ديكتاتور الباراغواي فرانسيسكو سولانو لوبيز، افتقرت البلاد إلى حكومة. كان على بارانهوس تشكيل حكومة مؤقتة يمكنها التوقيع على اتفاق السلام والاعتراف بالحدود التي تُطالب بها البرازيل بين البلدين. حتى مع تدمير الباراغواي، سرعان ما تم ملء فراغ السلطة الناتج عن الإطاحة بلوبيز من قبل الفصائل المحلية الناشئة التي كان على بارانهوس استيعابها. وفقًا للمؤرخ فرانسيسكو دوراتيوتو، كان لبارانهوس، "أعظم مُتخصص برازيلي في ذلك الوقت في شؤون بلاتين  "، كان له دورًا «حاسمًا» في إنشاء حكومة الباراغواي الديمقراطية. هكذا نجت الباراغواي كدولة مُستقلة. في وقتاً لاحقاً ، في 20 يونيو 1870، تم التوقيع على بروتوكولات السلام الأولية. وتم توقيع مُعاهدة السلام النهائية لقبول المُطالبات البرازيلية في يناير 1872.
أثناء وجوده في الباراغواي، كان على بارانهوس التعامل مع قضية خطيرة أخرى. غاستون دورليان، كونت الاتحاد الأوروبي - حفيد الملك لويس فيليب الأول ملك فرنسا وزوج ابنة الإمبراطور بيدرو الثاني ووريثتها دونا إيزابيل -التي خلفت كاكسياس كقائد أعلى للقوات البرازيلية. بعد بداية رائعة تضمنت انتصارات على بقايا جيش لوبيز، سقط الكونت في حالة من الاكتئاب. أصبح بارانهوس القائد العام غير المُعترف به بحكم الواقع. وتم العثور على لوبيز وقتل في 1 مارس 1870، مما أدى إلى إنهاء الحرب. في 20 يونيو 1870 منح الإمبراطور بارانهوس لقب فيكونت ريو برانكو («النهر الأبيض»، اسم النهر الذي ادعت الباراغواي أنه حدودها مع البرازيل) مع تمييز Grandeza («العظمة»).  بعد عودته إلى البرازيل، أصبح ريو برانكو عضوًا عاديًا في مجلس الدولة في 20 أكتوبر 1870.

## رئيس مجلس الوزراء

### أطول رئيس للوزراء خدمةً

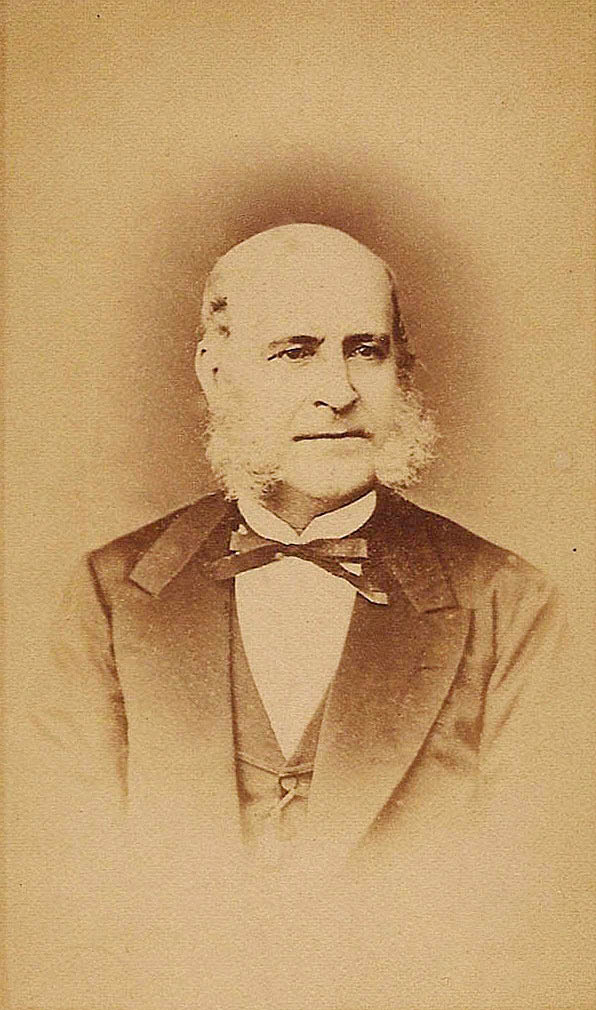
خوسيه بارانهوس ، فيسكونت ريو برانكو في ملابسه اليومية 1871

أثناء وجوده في الباراغواي، تم استدعاء ريو برانكو، بعد أن قيل له مسبقًا أن الإمبراطور يعتزم منحه منصب رئيس مجلس الوزراء (رئيس الوزراء). كان بيدرو يناورر لتمرير مشروع قانون مثير للجدل من شأنه أن يُعلن على الفور أن الأطفال المولودين لأمهات مستعبدات أحرار. شهدت الإمبراطورية التي طُلب من ريو برانكو حكمها تغيرات كبيرة منذ أن بدأ حياته المهنية في السياسة. وأدت عقود من السلام الداخلي والاستقرار السياسي والازدهار الاقتصادي إلى وضع يبدو فيه كل شيء «عادلًا للمستقبل»  - على الرغم من أن الزمن سيثبت عكس ذلك. كانت نهاية الحرب ضد الباراغواي إيذانا ببدء ما يعتبر «العصر الذهبي» وأوج الإمبراطورية البرازيلية.  تحسنت سمعة البرازيل الدولية من حيث الثبات السياسي والتقدمي وإمكانات الاستثمار بشكل كبير، وباستثناء الولايات المتحدة، لم يكن لها مثيل من قبل أي دولة أمريكية أخرى. بدأ الاقتصاد يمر بنمواً سريع، وازدهرت الهجرة. تم تبني مشاريع السكك الحديدية والشحن وغيرها من مشاريع التحديث. مع نهاية العبودية في الأفق «والإصلاحات الأخرى المتوقعة ، بدت آفاق» التقدم المعنوي والمادي «واسعة».
لقد بيدرو خطط لرحلة إلى أوروبا ستؤدي إلى غيابه لمدة عام تقريبًا. في مكانه، أصبحت ابنته ووريثته إيزابيل وصية على العرش. منذ أن كانت صغيرة وعديمة الخبرة، لم يستطع ريو برانكو الاعتماد على التدخل الإمبراطوري للمساعدة في تمرير تشريع الإمبراطور المناهض للعبودية. بحلول هذا الوقت، لم يعد شيوخ المُحافظين الأكثرية،  وكان قد نهض لقيادة حزب المحافظين.  شكل ريو برانكو حكومته في 7 مارس 1871 وستستمر حتى 25 يونيو 1875 - ثاني أطول مجلس في تاريخ الإمبراطورية. أصبح ريو برانكو رئيس الوزراء الأطول خدمة. باستثناء واحد، كان جميع الوزراء الذين عينهم من الشباب وعديمي الخبرة. واحد فقط حقق الشهرة هو: جواو ألفريدو كورييا دي أوليفيرا، الذي كان رئيساً لمجلس الوزراء ، وضمن تمرير القانون الذي أبطل آخر بقايا العبودية في البرازيل.

### قانون الولادة الحُرّة

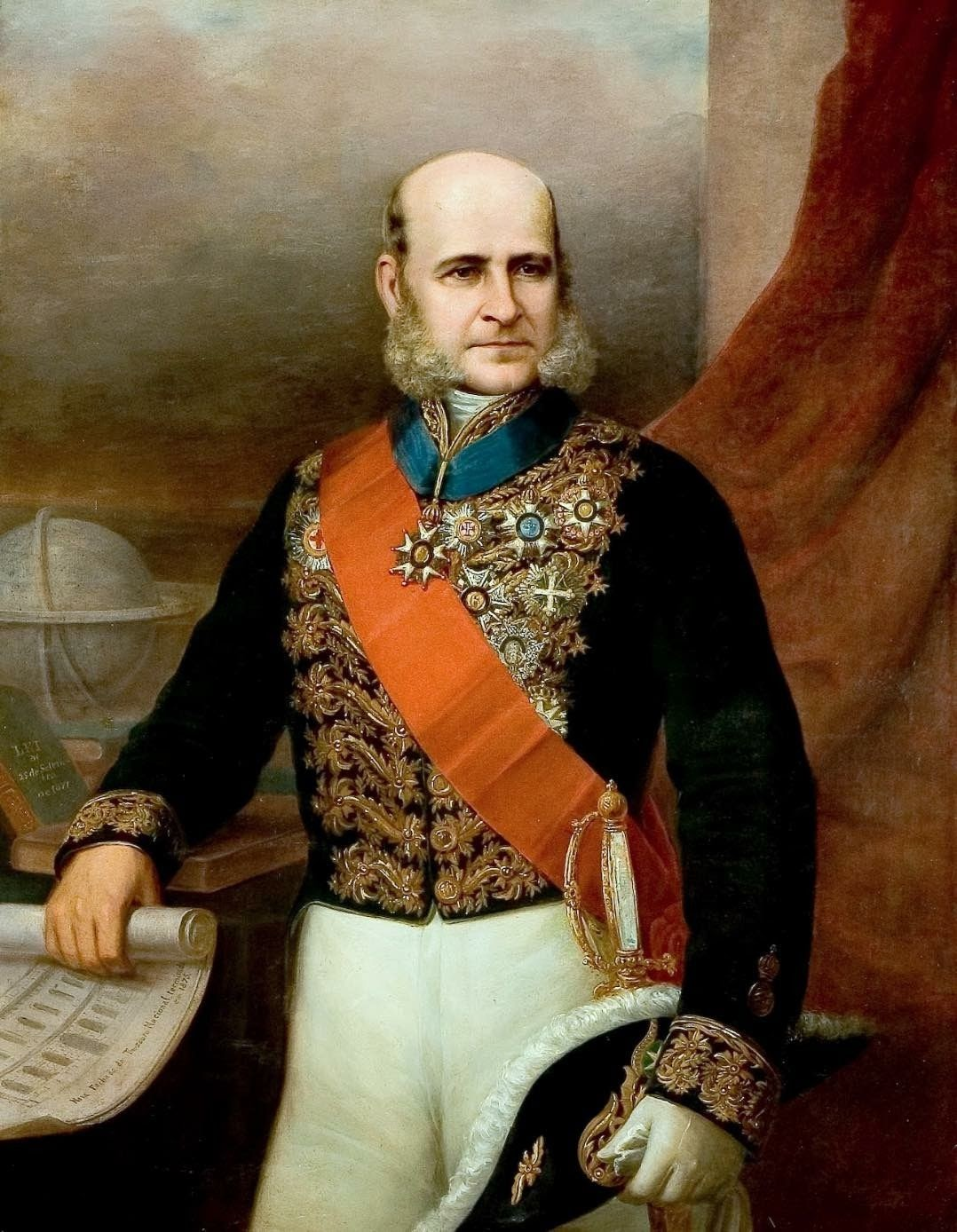
فيكونت ريو برانكو في ثوب المحكمة، 1875.

تم تقديم مشروع القانون الخاص بإطلاق سراح جميع الأطفال المولودين لأمهات مُستعبدات (وبالتالي قصر مدة العبودية على عمر أولئك العبيد الذين كانوا على قيد الحياة آنذاك) في مجلس النواب في 12 مايو 1871. من حوالي ثلث النواب الذين سعوا إلى تنظيم الرأي العام ضد هذا الإجراء ". وفقًا للمؤرخ خوسيه موريلو دي كارفالو، كان على ريو برانكو "استخدام كل طاقته الاستثنائية ومهاراته القيادية لإقناع النواب"، حيث كانت هناك مُعارضة من الأعضاء المؤثرين في كل من المُحافظين والليبراليين. ألقى 21 خطابًا في كل من مجلسي النواب والشيوخ، دعا فيها إلى الموافقة على التشريع. عارض إلغاء الرق بشدة من قبل الدوائر الحاكمة. حتى ريو برانكو كان قد عارض الاقتراح في وقت سابق، خوفًا من تأثيره على الاستقرار الوطني، على الرغم من أنه بعد عام 1867 أصبح مُقتنعًا بأن الإجراء كان ضروريًا.
تم فرض التشريع من خلال مجلس النواب فقط من خلال الاستخدام المتكرر للإغلاق (إجراء برلماني يعمل على وضع نهاية سريعة للنقاش) لدفع العملية إلى الأمام. فقط في أواخر أغسطس تم الانتهاء من مشروع القانون وإحالته إلى مجلس الشيوخ للنظر فيه. وافق مجلس الشيوخ أخيرًا على الإجراء في 27 سبتمبر 1871. وقعت إيزابيل التشريع في اليوم التالي، وأصبح يُعرف باسم «قانون الولادة الحرة».  وفقًا للمؤرخة ليديا بيسوشت، في تلك اللحظة «لم يكن أحد يتمتع بشعبية أكبر من ريو برانكو» في أي مكان في البرازيل. ظهرت مقالات تشيد به وتحكي قصة حياته ومسيرته المهنية في الصحف في الولايات المتحدة والأرجنتين والمملكة المتحدة وفرنسا وإيطاليا والبرتغال وإسبانيا ودول أخرى. بالنسبة لبيسوشيه، كان مروره ذروة مسيرة ريو برانكو.
على الرغم من الجوائز، فقد أضر تمرير القانون بشكل خطير بآفاق الإمبراطورية على المدى الطويل. لقد أدى ذلك إلى «تقسيم المُحافظين إلى المنتصف، حيث أيد حزب واحد إصلاحات حكومة ريو برانكو، بينما كان الفصيل الثاني - المعروف باسم escravocratas [السلافوقراطيين] - في معارضته بلا هوادة».  كان الأخيرون من المُحافظين المُتطرفين ، بقيادة باولينو خوسيه سواريس دي سوزا جونيور، فيكونت الثاني في الأوروغواي.   ، تشريع بيدرو أدى لدعمه ، إلى أن هؤلاء المحافظين المتطرفين لم يعودوا موالين للنظام الملكي.
كان حزب المُحافظين قد عانى سابقًا من انقسام خطير خلال خمسينيات القرن التاسع عشر، عندما أدى دعم الإمبراطور الكامل لسياسة التوفيق إلى ظهور التقدميين. كان الاختلاف بعد ذلك هو أن المُحافظين المُتطرفين الذين عارضوا المُصالحة (بقيادة أوزيبيو وأوروغواي وإيتابوراي) كانوا ينظرون إلى الإمبراطور على أنه لا غنى عنه لعمل النظام السياسي: حكم نهائي وحيادي عند تهديد الجمود. هذا الجيل الجديد من المحافظين المتطرفين، على عكس أسلافهم، لم يكن لديهم خبرة في مجلس الوصاية على العرش والسنوات الأولى لعهد بيدرو الثاني، وعندما كانت الأخطار الخارجية والداخلية تهدد وجود الأمة. لكن عرفوا فقط إدارة مُستقرة وازدهار. لم ير السياسيون الشباب أي سبب لدعم والدفاع عن المكتب الإمبراطوري كقوة موحدة مفيدة للأمة. دون علم ريو برانكو وبيدرو الثاني، كلاهما قد مهد الطريق لسقوط الإمبراطورية في وقتاً لاحق.
لتجاوز قضية العبودية، تقدم مجلس الوزراء بعدة إجراءات لمعالجة الدعوات إلى الإصلاح السياسي والإداري. ومع ذلك، كل هذه - بما في ذلك قانون الولادة الحرة - كانت فعالة جزئيًا فقط بسبب الثغرات المُختلفة. على الرغم من إعلان الولادة الحرة، إلا أن الأطفال المولودين لأمهات مُستعبدات ظلوا حتى بعد سَنّ القانون، تحت سيطرة مالكي العبيد حتى سن الحادية والعشرين. صحيح أن العبودية «غير قادرة على إعادة إنتاج نفسها، لكن ستختفي في النهاية»، لكن الوضع الراهن ظل قائماً لمدة عقدين على الأقل. في الواقع، كما لخصها المؤرخ رودريك جيه بارمان، «لقد غير القانون كل شيء ولم يغير شيئًا». هناك بعض النواقص في الإصلاحات الأخرى. قانون إصلاح الشرطة لعام 1871 حد نظريًا من سلطات الشرطة في السجن التعسفي وحماية الحريات المدنية، على الرغم من تجاهلها لهذه القيود عمومًا.

### سؤال ديني

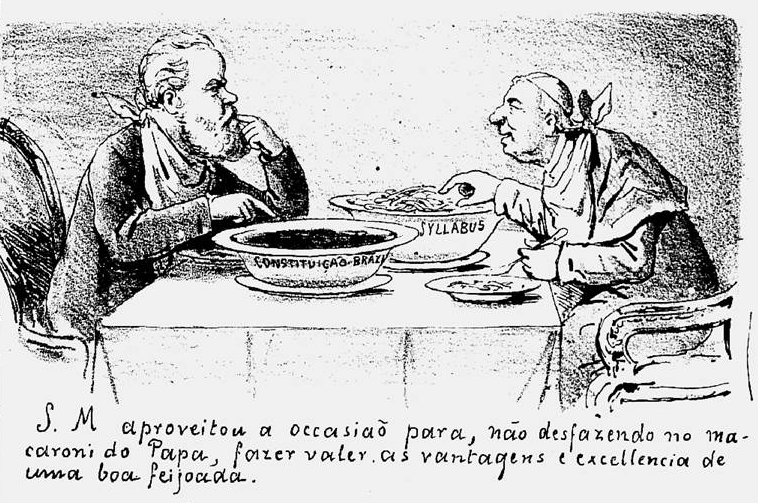
كاريكاتير يسخر من السؤال الديني. يقول التعليق: "دون إهمال معكرونة البابا ، انتهز جلالته الفرصة لفرض مزايا وتميز فيجوادا الجيد".

في غضون ذلك، كان على الحكومة أن تتعامل مع أزمة خطيرة وطويلة الأمد تتعلق بالكنيسة الكاثوليكية. كانت الكاثوليكية هي دين الدولة في البرازيل ، وكانت هناك درجة كبيرة من سيطرة الدولة التي ورثتها من الحكم البرتغالي، بما في ذلك تعيين رجال الدين. أدى هذا الوضع إلى حالة من الأمور حيث كان يُنظر إلى رجال الدين الكاثوليك على أنهم يعانون من نقص الموظفين وغير المنضبطين وضعف التعليم، مما أدى إلى فقدان السلطة الأخلاقية والاحترام الشعبي للكنيسة. كانت هناك سلسلة من الإجراءات التي تهدف إلى إضعاف سلطة البابوية على الكنيسة البرازيلية بما في ذلك تعليق قبول المبتدئين في الأديرة في عام 1856 وإدخال حق الاستئناف إلى التاج على معظم شؤون الكنيسة في 1857، لم تقبل روما أي منهما.
أرادت حكومة الإمبراطورية إصلاح الكنيسة وعينت سلسلة من الأساقفة المتعلمين والمصلحين. بالرغم من أن هؤلاء الأساقفة اتفقوا مع الحكومة على الحاجة إلى الإصلاح، إلا أنهم لم يشاركوا آراء بيدرو الثاني حول خضوع الكنيسة للحكومة، وكانوا يميلون إلى التأثر بالفكر الطائفي الذي أكد على الولاء للبابوية لا على للسلطات المدنية. 
كان الدون فيتال، أسقف أوليندا، أحد الجيل الجديد من الأساقفة. في عام 1872، طرد الماسونيين من الأخوة العلمانية. وتم حظر جميع أشكال الماسونية على جميع الكاثوليك وتحت طائلة الحرمان الكنسي.
كان ريو برانكو سيدًا كبيرًا لـ غراند أورينت دو برازيل، وهو أكبر جسم ماسوني برازيلي. لا يُعرف بالضبط متى أو كيف أصبح ريو برانكو ماسونيًا، لكنه كان عضوًا منذ عام 1840 على الأقل. لم يُنظر إلى الماسونية البرازيلية على أنها مُعادية للكنيسة مثل الماسونية اللاتينية في القارة الأوروبية.  في رأي أحد المؤرخين ، «لا يمكن اتهام رئيس المجلس أو مساعديه بالإلحاد أو العداء للدين».

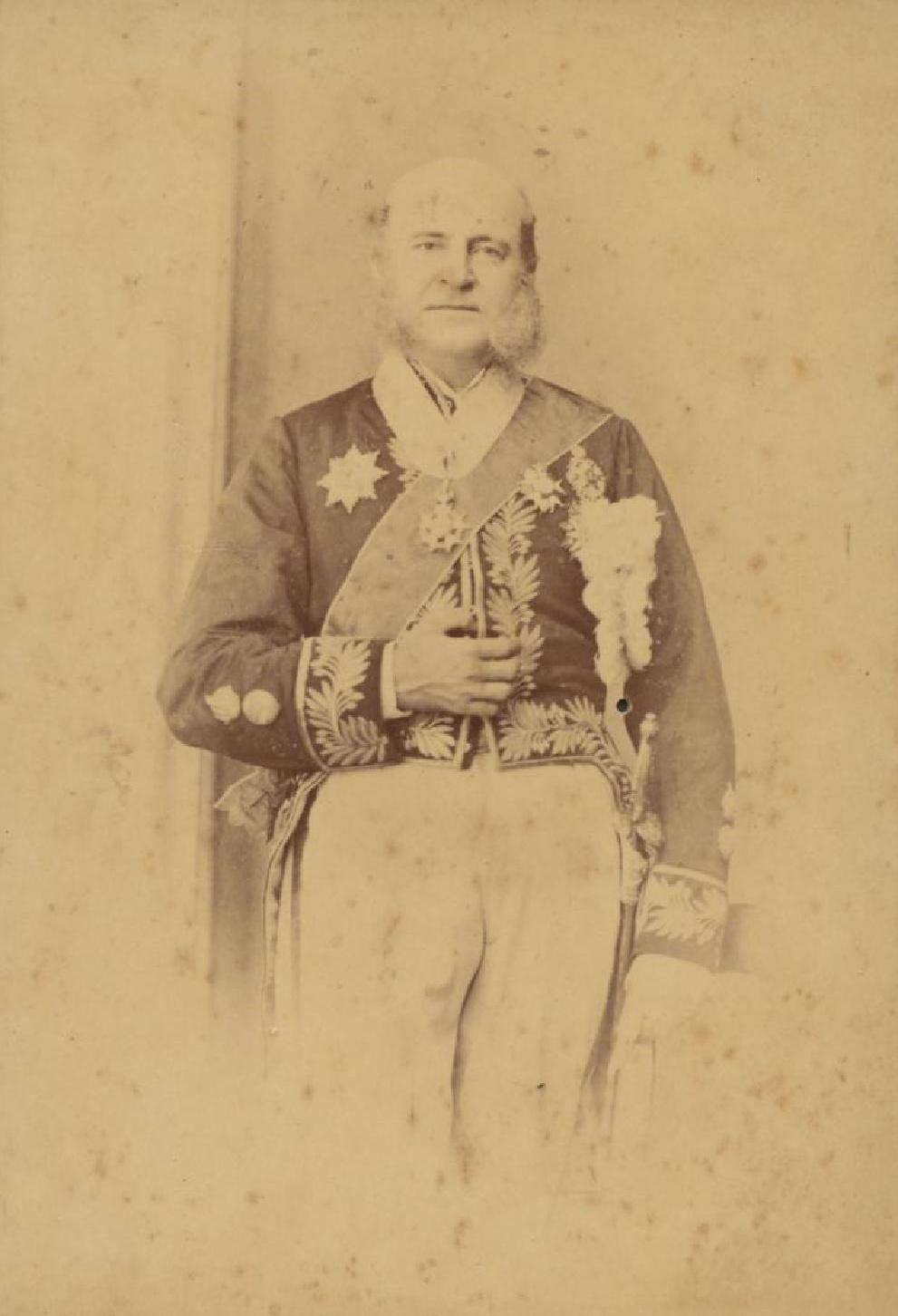
خوسيه بارانهوس ، فيكونت ريو برانكو في ثوب المحكمة 1875

نزلت الحكومة إلى جانب الماسونيين وضد الكنيسة، وأمرت الدون فيتال بإلغاء الحظر، الذي رفضه. أدى هذا الرفض إلى محاكمة الأساقفة أمام محكمة العدل العليا للإمبراطورية حيث تمت إدانتهم عام 1874 وحكم عليهم بأربع سنوات من الأشغال الشاقة، وتم تخفيفها إلى السجن دون الأشغال الشاقة. أوضح ريو برانكو في رسالة كتبها في أغسطس 1873 أنه يعتقد أن الحكومة «لا يمكن أن تتنازل في القضية» لأنها «تنطوي على مبادئ أساسية للنظام الاجتماعي والسيادة الوطنية». تتوافق هذه الأفعال مع آرائه الخاصة، لكن قناعاته عززتها الاستنتاجات المتطابقة للإمبراطور. اعتبر بيدرو الثاني ريو برانكو السياسي المفضل لديه  والثاني في القيادة الذي يمكنه الاعتماد عليه. لعب الإمبراطور دورًا حاسمًا من خلال الدعم القاطع لإجراءات الحكومة في التحرك ضد الأساقفة. انتقد المؤرخ رودريك بارمان عدم الاستقلال الذي أظهره ريو برانكو فيما يتعلق ببيدرو الثاني بشدة ، حيث اعتقد أن رئيس الوزراء فرض فقط السياسات التي لا ترضي الإمبراطور أو التي حظيت بدعمه الكامل. وكانت مُحاكمة وسجن الأسقفين لا تحظى بشعبية كبيرة.
أدى فرض النظام المتري إلى مظاهرات في الشمال الشرقي خلال عام 1874. دمر الفلاحون الأوزان والمقاييس المترية، وتم حرق سجلات الأراضي والضرائب. كانت تسمى حركة Quebra Quilo ("سحق كيلو") وليس لديها أي تأثير دائم على الرغم من أنه يتضح عدم الرضا الشعبي وكان إحراجاً للحكومة ".
تم الاشتباه في أن أعمال الشغب في كويبرا كويلو وإلى جانب اعتقال الأساقفة، لفت الانتباه إلى أن الحكومة الإمبراطورية أصبحت متورطة في نزاع غير مكسب. لن يتم حل الأزمة إلا من خلال استبدال مجلس الوزراء في سبتمبر 1875 ومنح الإمبراطور المُتردد عفوًا كاملاً للأساقفة.  ألقى المؤرخ هيتور ليرا باللوم على ريو برانكو ومجلس وزرائه، وكلاهما من الأساقفة، وبشكل أساسي بيدرو الثاني. حيث كشفت جميع الأطراف المعنية عن افتقارها إلى اللباقة، ولم يتسبب عنادها إلا في إلحاق الضرر - في الغالب بالنظام الملكي نفسه. كانت النتيجة الرئيسية للأزمة أن رجال الدين لم يعودوا يرون أي فائدة في دعم بيدرو الثاني. بالرغم من أنهم تخلوا عن الإمبراطور، إلا أن معظمهم كانوا ينتظرون بفارغ الصبر انضمام ابنته الكبرى ووريثته إيزابيل بسبب آرائها في الدفاع عن السلطة البابوية العليا في مسائل الإيمان والانضباط.

## السنوات اللاحقة والموت

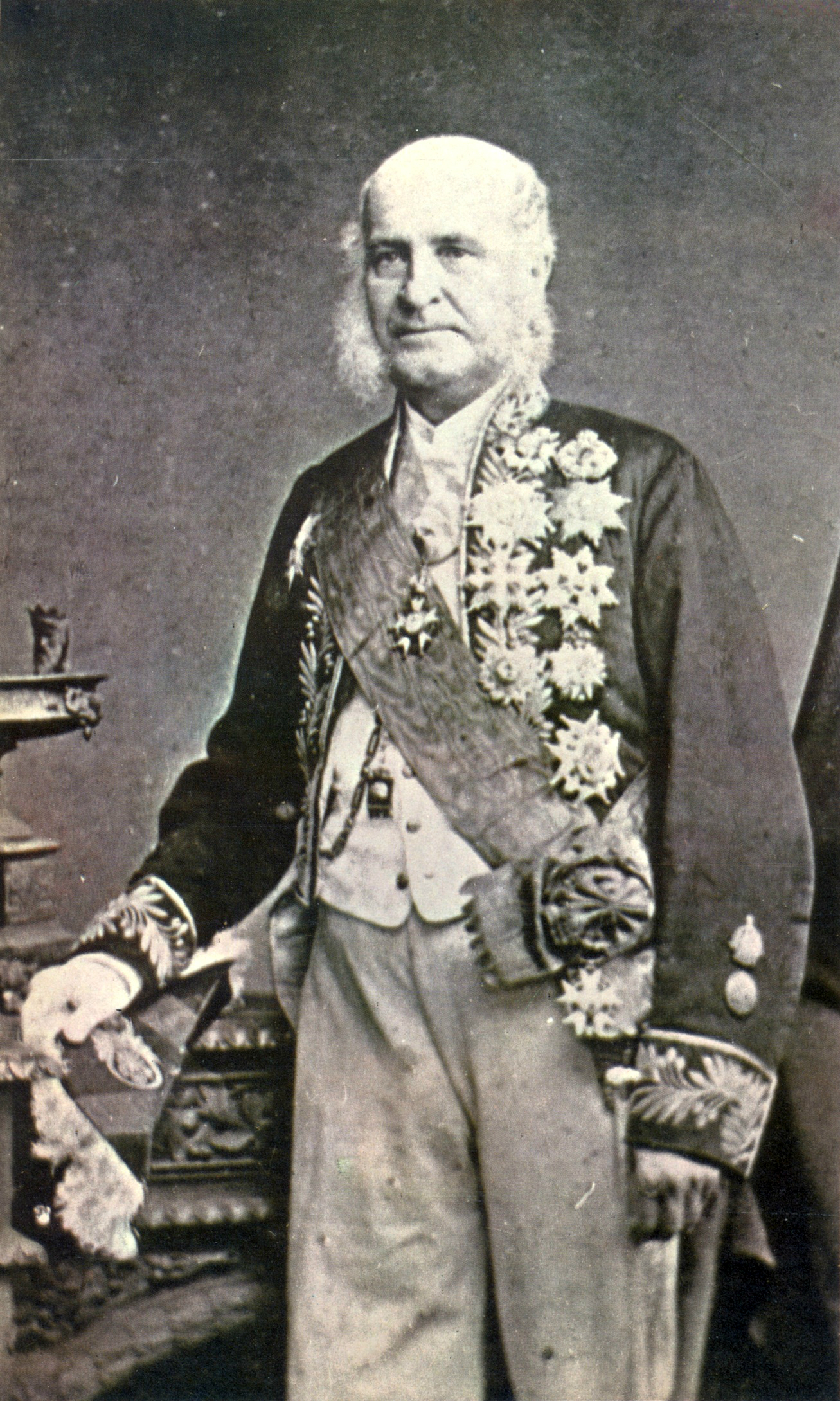
آخر صورة لخوسيه بارانهوس ، فيسكونت ريو برانكو ، ١٨٨٠

استقالت حكومة ريو برانكو، المنقسمة بشكل متزايد، في يونيو 1875 بعد أن خدم لمدة أربع سنوات. تضررت جدوى مجلس الوزراء بسبب الأزمة المُستمرة مع الكنيسة الكاثوليكية والانهيار المالي الدولي الذي تسبب في فشل العديد من البنوك البرازيلية. حاول الإمبراطور، ولكن دون جدوى، إقناع بارانهوس بالاستمرار في رئاسة الحكومة. رد بارانهوس في رسالة: «جلالتك تعلم أنني أرغب في تسليم منصبي لمن هو أفضل لشغلها. إذا لم أصاب بالمرض في الأماكن العامة حتى الآن ، فلا شك في أنني مُتعب». لم يكن لدى بيدرو أي نية لتسمية فيكونت أوروغواي الثاني كبديل لـ ريو برانكو، لمنع الفصيل المُحافظ من الوصول إلى السلطة. وبدلاً من ذلك، دعا دوق كاكسياس لرئاسة حكومة جديدة.
استمرت حكومة كاكسياس لما يقرب من ثلاث سنوات، حتى تولى الليبراليون زمام الأمور في يناير 1878. مع حزب المُحافظين الآن المُعارض، قرر ريو برانكو القيام بجولة في أوروبا لمدة عام واحد، زار خلالها معظم دولها. التقى الملكة فيكتوريا من المملكة المتحدة، الملك أمبرتو الأول ملك إيطاليا، والبابا ليو الثالث عشر وغيرهم من القادة خلال هذه الرحلة. كما زار ريو برانكو ابنه البكر، الذي كان يعيش حينها في ليفربول كقنصل يمثل البرازيل. ولم يلتق بأبناء ابنه، رغم أنه لا يُعرف ما إذا كان قد رفض مقابلتهم أم أن ابنه لم يحضرهم. عند عودته إلى البرازيل، قوبل ريو برانكو باحتفالات ضخمة في كل ميناء برازيلي زاره: في ريسيفي، في موطنه سلفادور، وأخيراً في ريو دي جانيرو حيث وصل في 30 يوليو 1879.
ومع ذلك ، كان بطل البرازيل في الكفاح من أجل إلغاء الرق يحتضر. أثناء التواجد في أوروبا، ظهرت الأعراض الأولى لسرطان الفم. كان ريو برانكو مدخنًا شرهًا، وكان يدخن يوميًا ما يصل إلى ثلاثين سيجارًا كوبيًا يتم استيراده خصيصًا له من هافانا. حتى يوليو 1880، كان لا يزال يظهر في البرلمان لإلقاء الخطب، ولكن بعد ذلك التاريخ لم يعد يحضر. ومع ذلك ، ظل ريو برانكو يراقب عن كثب التطورات السياسية، واستمر في الظهور في اجتماعات مجلس الدولة. كان قد تقاعد بالفعل من التدريس في عام 1877.
حتى 30 أكتوبر، كان لا يزال قادرًا على التحدث دون عوائق. أجرى أطبائه عدة عمليات جراحية دون جدوى، وانتشر السرطان في حلقه. في إحدى الليالي، أصيب بنوبة مؤلمة من التهاب السحايا. كان ريو برانكو في حالة هذيان بسبب الحمى، وقال : «لا تزعجوا مسيرة العبودية فهي نحو هلاكها.» ذهب تحذيره الأخير أدراج الرياح، فبدلاً من مجرد السماح للرق بالتلاشي ببطء، فإن آخر بقايا العبودية سيتم إخمادها بقوة في عام 1888 من قبل الأميرة إيزابيل ووزيرها السابق جواو ألفريدو (من قبل رئيس المجلس آنذاك).في الساعة 7:05 صباحًا في 1 نوفمبر 1880، توفي ريو برانكو. كانت كلماته الأخيرة: «سأؤكد أمام الله كل ما أؤكده للناس».

## الإرث

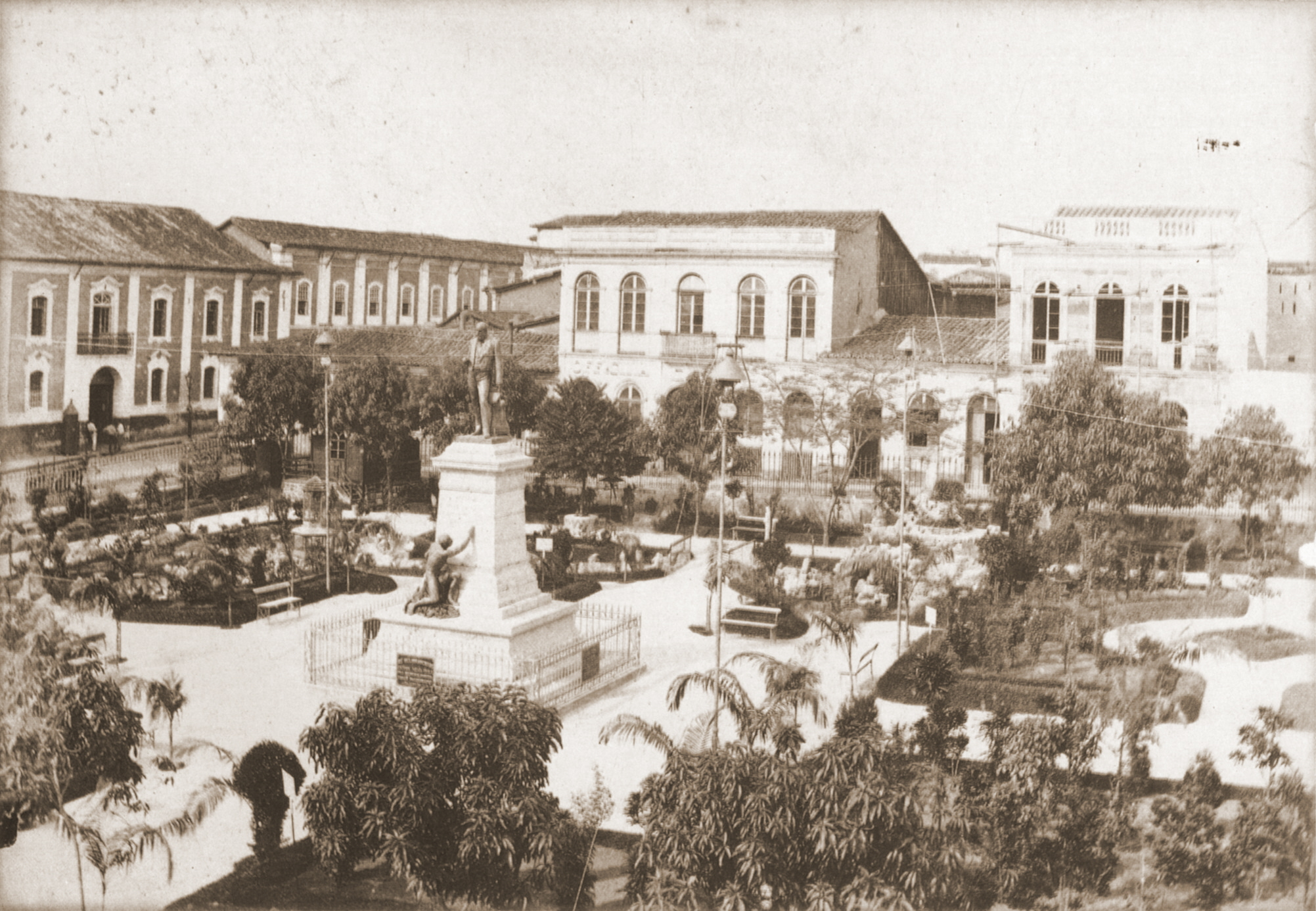
فيسكوندي دو ريو برانكو سكوير ، ج. 1880. تقع هذه الساحة في مدينة بيليم، عاصمة ولاية بارا البرازيلية. يمكن رؤية نصب تذكاري تكريما لبارانهوس في المنتصف.

قوبل موت ريو برانكو بالذعر في جميع أنحاء البلاد. واعتبرها بيدرو على حد قوله ، «خسارة كبيرة للبرازيل». اليوم التالي لوفاته، تجمع أكثر من 20.000 شخص في شوارع ريو دي جانيرو لمشاهدة موكب الجنازة الفخم، وتم تكريمه بعبارات التأبين والتحية بالأسلحة النارية.
الإلغاء المُفاجئ للرق الذي حذر منه ريو برانكو حدث في نهاية المطاف بعد ثماني سنوات. وقد أدى ذلك إلى عزل جماعة الفيكونت الثانية من الأوروغواي والمصالح السياسية القوية. شكل هؤلاء تحالفًا تخريبيًا مع الجمهوريين وضباط الجيش الساخطين مما أدى إلى الإطاحة بالإمبراطورية في 15 نوفمبر 1889.
قال الزعيم البرازيلي المؤيد لإلغاء عقوبة الإعدام يواكيم نابوكو، الذي كتب في نهاية القرن التاسع عشر، إن ريو برانكو كان - من بين جميع السياسيين الذين شغلوا المنصب خلال فترة بيدرو الثاني - الأكثر مُلاءمة لمنصب رئيس مجلس الوزراء. اعتبره نابوكو أحد أعظم رجال الدولة في الإمبراطورية. ومع ذلك ، فقد جادل أيضًا بأنه كقائد ومشرع ومبتكر للعقائد، كان هناك العديد من السياسيين الآخرين أفضل بكثير من ريو برانكو. ولكن على عكس كل الآخرين، الذين تم اعلان إنجازاتهم ببراعة واحدة أو في بضع المهارات، ولكنهم يفتقرون إلى العديد من المهارات الأخرى، فكان ريو برانكو جيدًا - رغم أنه غير استثنائي - على الإطلاق. بمعنى آخر، كان اختصاصيًا مختصًا. وكان رأي نابوكو أنه بسبب افتقار ريو برانكو لقدرات من الدرجة الأولى، لم يكن ليكون أفضل قائد في الأوقات العصيبة - مثل الفوضى التي كانت قائمة خلال فترة بيدرو.والأقلية الثانية، أو في نهاية فترة الفوضى عندما كانت هناك حاجة إلى عمل قوي لإعادة البناء. كان ريو برانكو، مع ذلك، الخيار الأمثل في وقت السلام والاستقرار حيث يمكن أن تتألق مهاراته المُتعددة. وتناسب قدرته تمامًا الوضع في البرازيل عندما أصبح رئيسًا لمجلس الوزراء في عام 1871.
وفقًا للمؤرخ هيتور ليرا، كان ريو برانكو أعظم سياسي في عصره، وكان الوحيد في مستواه هو ماركيز بارانا. المؤرخ خوسيه موريلو دي كارفالو قال «إنه بلا شك رجل الدولة الأكثر أكتمالاً في ذلك الوقت». كتب رونالدو فينفاس أن ريو برانكو كان «المُحافظ التحديثي النموذجي، الذي نفذ الإصلاحات التي دعا إليها الليبراليون، وبالتالي أفرغ البرنامج السياسي للمُعارضة.»
اعتقدت المؤرخة ليديا بيسوشي أنه كان «أحد الداعمين [للنظام الملكي] الرئيسيين» ومع وفاته - إلى جانب وفاة السياسيين المُخضرمين الآخرين - بدأت الإمبراطورية في الانهيار (وجهة نظر يشاركها مؤرخون آخرون). واعتبره المؤرخ هيليو فيانا «أحد أبرز رجال الدولة في الإمبراطورية». للمؤرخ رودريك جيه. بارمان وجهة نظر أقل مدحًا تجاهه، حيث قال إنه على الرغم من أنه حقق «النجاح كوزير ودبلوماسي»، وكرئيس للوزراء وأثناء فترة بيدرو الثاني ، ريو برانكو «أثبت أكثر من قدراته»  حيث أنه «لم يكن يمتلك ، كما كان [ماركيز] بارانا، الشخصية والمكانة السياسية للتصرف بشكل مستقل عن الإمبراطور. لقد كان لبيدرو إلى حد كبير الوكيل الثاني».

## الألقاب والتكريمات

أذرع فيكونت ريو برانكو. كان شعارها " Deus et Labour ".

### ألقاب النبلاء
- فيكونت ريو برانكو في 20 يونيو 1870.

### ألقاب أخرى
- عضو مجلس الدولة البرازيلي.
- عضو المعهد البرازيلي التاريخي والجغرافي.[21]
- عضو فخري في الجمعية البريطانية لمكافحة الرق.[3]

### مرتبة الشرف
- الكرامة من النظام البرازيلي للصليب الجنوبي.[22]
- قائد وسام الوردة البرازيلي.[22]
- وسام المسيح البرتغالي جراند كروس.[22]
- الصليب الكبير للرتبة البرتغالية من الحبل بلا دنس لفيلا فيسوزا . [22]
- الصليب الكبير لجيش الشرف الفرنسي.[22]
- وسام النسر الأبيض الكبير من وسام الصليب الروسي.[22]
- الصليب الكبير (الدرجة الأولى) من وسام القديسة آنا الروسي.[22]
- الصليب الكبير (الدرجة الأولى) من وسام ليوبولد النمساوي.[22]
- وسام الصليب الأكبر من وسام القديسين الإيطاليين موريس ولعازر.[22]
- وسام تشارلز الثالث من الصليب الأكبر من وسام تشارلز الثالث الإسباني.[22]

## حواشي
1. ↑  In Imperial Brazil, the Emperor could select a new Senator from a list of the three candidates who had received the highest number of popular votes. (Dias 1969, p. 579)
2. ↑  The first Liberal Party appeared in 1826. It was a very loose coalition between the Coimbra bloc (the core of what would later become the Conservative Party), Nativists and Radicals. It disappeared in 1831 with the abdication of Pedro I. (Sisson 1999, p. 288) The second Liberal Party appeared around 1837 when the Coimbra bloc became the governing party. It was an alliance between Nativists, Radicals and former Restorationists (politicians who proposed the return of Pedro I as regent during his son's minority) and lasted until 1849 when the Praieira revolt was crushed. (Needell 2006, p. 81) For further information see تاريخ إمبراطورية البرازيل.
3. ↑  "The Brazilian nobility was only lifelong .... The title extinguished itself with the death of the bearer. The son of the noble would only become a noble through his own merits, as was the case of the son of the Viscount of Rio Branco, José da Silva Paranhos, created Baron after the death of his father." —Heitor Lyra (Lyra 1977, Vol 2, p. 39)
4. ↑  A generic term to describe the area between Argentina, Paraguay, Uruguay and Brazil. The name comes from ريو دي لا بلاتا ("River Plate"), a river and estuary located between Argentina and Uruguay.
5. ↑  The members of the provisional government were elected by Paraguayans. From 1811 (when Paraguay became independent) until 1869, the nation had only authoritarian governments headed by three consecutive dictators: خوسيه رودريغيز غاسبار دي فرنسا (1813–40), كارلوس أنطونيو لوبيز (1840–62) and Francisco Solano López (1862–69). (Doratioto 2002, p. 427)
6. ↑  The first Viscount of Uruguai died on 15 July 1866, (Vainfas 2002, p. 567) Eusébio de Queirós on 7 May 1868, (Vainfas 2002, p. 246) and the Viscount of Itaboraí followed them on 8 January 1872. (Vainfas 2002, p. 408)
7. ↑  The other two leaders were the Duke of Caxias and the Baron of Cotejipe  [لغات أخرى]‏. Both were, as had been Rio Branco, ministers in the Conciliation Cabinet. With the death of Rio Branco and Caxias in 1880, Cotejipe became sole leader of the Conservative Party until his own death in early 1889. (Lyra 1977, Vol 3, p. 74)
8. ↑  The Conservative Cabinet formed on 29 September 1848 lasted until 6 September 1853 (albeit with different presidents), when the Marquis of Paraná was named as head the Conciliation Cabinet. (Nabuco 1975, p. 711)(Barman 1999, p. 249)
9. ↑  This was the son of the 1st Viscount of Uruguai and nephew of the Viscount of Itaboraí. He considered himself the legitimate successor of the Conservative triumvirate. (Nabuco 1975, p. 741)

## حواشي سفلية
1. 1 2 3 4 5 6 7 8 9 10 11 12 13 14 15 16 17 18 19 20 21 22 23 24 25 26 27 28 29 30 31 32  Nabuco 1975.
2. 1 2 3 4 5 6  Sisson 1999.
3. 1 2 3 4 5 6 7 8 9 10 11 12 13 14 15 16 17 18 19 20 21 22 23 24 25 26 27 28 29 30 31 32 33 34  Besouchet 1985.
4. 1 2 3 4  Enciclopédia Barsa 1987, Vol 13.
5. 1 2 3 4 5 6 7 8 9 10 11 12 13 14 15 16 17  Dias 1969.
6. 1 2 3 4 5 6 7 8 9 10  See:
7. 1 2 3 4 5 6 7 8 9 10  Lyra 1977, Vol 2.
8. 1 2 3 4 5 6 7 8  Vainfas 2002.
9. 1 2 3 4 5 6 7 8 9 10 11 12 13 14 15  Golin 2004, Vol 2.
10. 1 2 3 4 5 6 7 8 9 10 11 12 13 14 15 16 17 18 19 20 21 22 23 24 25 26 27 28 29 30 31 32 33 34 35 36 37 38 39 40 41 42 43 44 45 46 47 48 49  Barman 1999.
11. 1 2 3 4 5 6 7  Lyra 1977, Vol 1.
12. 1 2 3  Needell 2006.
13. 1 2  Whigham 2002.
14. 1 2 3 4 5 6 7 8 9 10  Carvalho 2007.
15. 1 2 3  Moura 2005.
16. 1 2 3 4 5 6 7  Doratioto 2002.
17. 1 2  The Young Friar and the Emperor, O M Alves, The Seattle Catholic] نسخة محفوظة 2021-02-28 على موقع واي باك مشين.
18. 1 2  Lyra 1977, Vol 3.
19. ↑  Calmon 1975.
20. ↑  Vianna 1994.
21. ↑  Vianna 1968.
22. 1 2 3 4 5 6 7 8 9 10  Cardoso 1880.

## روابط خارجية
</img> 
| المناصب السياسية | المناصب السياسية                    | المناصب السياسية |
| ---------------- | ----------------------------------- | ---------------- |
| سبقه {{{سبقه}}}  | وزير البحرية {{{الأعوام}}}          | تبعه {{{تبعه}}}  |
| سبقه {{{سبقه}}}  | وزارة الشؤون الخارجية {{{الأعوام}}} | تبعه {{{تبعه}}}  |
| سبقه {{{سبقه}}}  | وزير البحرية {{{الأعوام}}}          | تبعه {{{تبعه}}}  |
| سبقه {{{سبقه}}}  | وزارة الخارجية {{{الأعوام}}}        | تبعه {{{تبعه}}}  |
| سبقه {{{سبقه}}}  | وزير الحرب (مؤقتًا) {{{الأعوام}}}    | تبعه {{{تبعه}}}  |
| سبقه {{{سبقه}}}  | وزير الخارجية (مؤقت) {{{الأعوام}}}  | تبعه {{{تبعه}}}  |
| سبقه {{{سبقه}}}  | وزير المالية {{{الأعوام}}}          | تبعه {{{تبعه}}}  |
| سبقه {{{سبقه}}}  | وزارة الخارجية {{{الأعوام}}}        | تبعه {{{تبعه}}}  |
| سبقه {{{سبقه}}}  | رئيس مجلس الوزراء {{{الأعوام}}}     | تبعه {{{تبعه}}}  |
| سبقه {{{سبقه}}}  | وزير المالية {{{الأعوام}}}          | تبعه {{{تبعه}}}  |